# Sri Channakeshara (Temple)
Le temple Sri Channakeshara (ou Chennakesava), appelé aussi temple de Keshava (ou Kesava), est un temple hindou du XIIIe siècle situé sur les rives du fleuve Kaveri à Somnathpur dans l'État du Karnataka dans le Sud de l'Inde. Le terme " Chennakeśava " signifie " beau Keshava ",. Le site se trouve à 38 km à l'est de Mysore.
Le temple a été consacré en 1258 par Somanatha Dandanayaka, un général du roi Hoysala Narasimha III,. Le site est désigné par le nom de son fondateur Somanatha suivi de pura (la ville) ce qui devint au fil du temps Somnathpur.
Selon l'historien de l'architecture George Michell, « Le temple de Channakeshara est le point culminant du développement du style Hoysala, mais il est pourtant unique à bien des égards ».

## Histoire
La ville de Somnathpur a été fondée au XIIIe siècle par un général nommé Somanatha Dandanayaka qui commandait une armée du roi Hoysala Narasimha III,. La création de la ville s'accompagne de privilèges accordés aux brahmanes et de ressources dédiées à la construction et à l'entretien du temple.
C'est au centre de ce nouveau village que Somanatha fait construire le temple Channakeshara et le consacre en 1258,. C'est un temple de tradition vishnouiste.
En plus de ce temple, Somanatha consacre également un temple Panchalinga (littéralement, temple des cinq linga) selon la tradition shivaïste, dans l'angle est-nord-est de la concession qu'il fait entourer d'un mur d'enceinte, désormais en ruines,.
D'après les inscriptions du XVe siècle, le temple de Channakeshara a lui aussi été gravement endommagé. Il a été réparé au XVIe siècle, avec l'aide financière et les subventions des rois du royaume de Vijayanagara. Les réparations sont mises en évidence par la couleur différente des pierres et la qualité du travail dans la véranda et des parties de la tour nord et de la plate-forme du temple principal. Le temple réparé a été encore endommagé au XIXe siècle, puis réparé à nouveau au début du XXe siècle par le gouvernement colonial de Mysore.
Le temple Channakeshara est l'un des quelque 1 500 temples hindous et jaïns construits par les rois de l'Empire Hoysala dans différentes parties de leur royaume. Les autres temples Hoysala bien étudiés sont ceux de Belur et d'Halebid.
En 2023, lors de la 45ème session du Comité du patrimoine mondial à Riyad, le temple est classé au patrimoine mondial de l'UNESCO, au titre des « ensembles sacrés des Hoysala ».

### Inscriptions

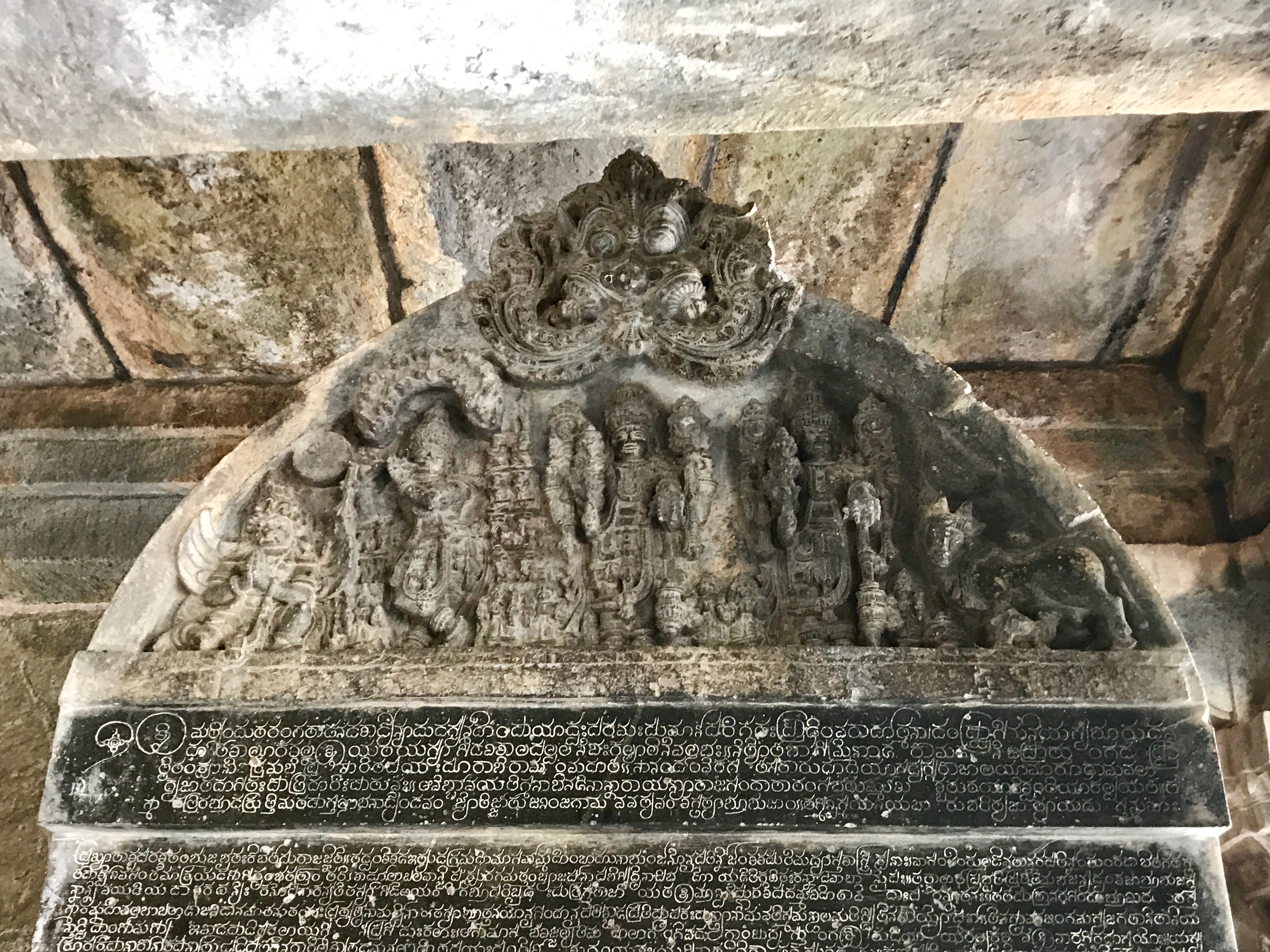
Une partie des inscriptions de la stèle à l'entrée du temple.

Quelques-unes des dates et circonstances historiques significatives autour du temple Sri Channakeshara sont gravées sur huit pierres dispersées à différents endroits en Inde du Sud. Quatre des inscriptions se trouvent sur des plaques de stéatite à l'entrée du temple. Deux inscriptions se trouvent dans les plafonds de la véranda qui entoure le temple, l'une près de l'angle sud-est et l'autre à l'angle nord-ouest.
Une autre inscription se trouve près du temple de Harihareshwara (en) sur les rives de la rivière Tungabhadrâ. La huitième inscription se trouve dans le temple de Shiva, à la périphérie de la concession de terre originale de Somnathpur, le temple Panchalinga.
La plupart de ces inscriptions confirment que le temple était opérationnel vers le milieu du XIIIe siècle. Deux inscriptions, l'une datée de 1497 et l'autre de 1550, décrivent les dégâts et les réparations effectuées sur le temple Sri Channakeshara.
Le temple porte aussi de nombreuses petites inscriptions qui sont soit le logo des guildes de maçons, soit le nom de l'artiste qui a sculpté le bloc, le pilier ou l'œuvre d'art.

## Description
L'ornementation du temple est typique de l'architecture Hoysala. Le temple est entouré d'une cour avec un cloître à pilastres creusé de petits sanctuaires (endommagés).
Au centre le temple principal est édifié sur une plateforme en forme d'étoile avec trois sanctuaires symétriques (garbha-griha), placés dans un plan carré de 28 m de côté, orienté selon les axes est-ouest et nord-sud.
Le sanctuaire occidental contenait une statue de Keshava (disparue), le sanctuaire nord celle de Janardhana et le sanctuaire sud celle de Venugopâla, toutes sont des formes de Vishnou. Ces trois formes de Krishna - huitième incarnation de Vishnou - sont des noms que l'on trouve dans la Bhagavad-Gita.
Les trois sanctuaires partagent une salle commune (sabha-mandapa) à piliers. Les murs extérieurs et intérieurs, les piliers et le plafond du temple sont finement sculptés de représentation de l'iconographie théologique classique de l'hindouisme et présentent des frises de textes hindous, tels que le Ramayana (section sud), le Mahabharata (section nord) et la Bhagavata Purana (partie ouest du temple principal).
Le temple fait face à l'est et est entouré d'une cour entourée de murs avec une seule porte principale ("mahadvara "). À l'extérieur des murs, devant la porte, se dresse un grand pilier, qui portait autrefois une statue de Garuda, aujourd'hui disparue. À l'intérieur de la porte, à gauche se trouve une stèle dont le sommet est décoré avec l'iconographie hindoue et des reliefs miniatures de Keshava, Janardhana et Venugopâla. L'inscription de la stèle est rédigée en Kannada ancien. La petite entrée (mandapa) est soutenue par des piliers en stéatite sculptés au tour,.
Le temple est sculpté dans de la "pierre à savon", un matériau gris-vert qui est tendre dans la carrière mais qui durcit lorsqu'il est exposé à l'air. Ce minéral n'est pas disponible localement et doit avoir été importé d'une autre partie du sud de l'Inde. Cette pierre a permis aux artistes de façonner et de sculpter des détails complexes,.
La grande cour ouverte est entourée de l'enceinte fortifiée, avec le temple principal et ses trois tours au centre. Le mur de la cour rectangulaire forme comme un cloître avec toute une série de petits sanctuaires,,.
Les rangées nord et sud des petits sanctuaires à l'intérieur du "cloître" à colonnes se composent de sanctuaires simples et d'un sanctuaire double, reliés les uns aux autres. Au total, le temple Kesava se compose de 58 petits sanctuaires, 4 petits sanctuaires doubles et du temple central principal.
Ces 64 alcôves abritaient des divinités et des salles de pèlerinage pour des rites védiques et la récitation des Purana. Les statues des petits sanctuaires ont été défigurées, leurs membres cassés ou détruits. Certaines des pièces récupérées sont entassées à l'intérieur du temple. La collection comprend des statues jaïnes, ainsi que de nombreuses statues hindoues. Le plafond de l'ensemble des sanctuaires du sud est sculpté, celui de l'ouest ne l'est pas et une inscription relative à la réparation date de l'époque de l'Empire Vijayanagara. Le réseau du nord manque également la plupart du temps d'œuvres d'art au plafond, sauf près des escaliers au centre, tandis que le réseau de l'est montre les plus grands signes de dommages et de restauration, la plupart des petits sanctuaires n'ayant pas d'indication de leur date de fondation.

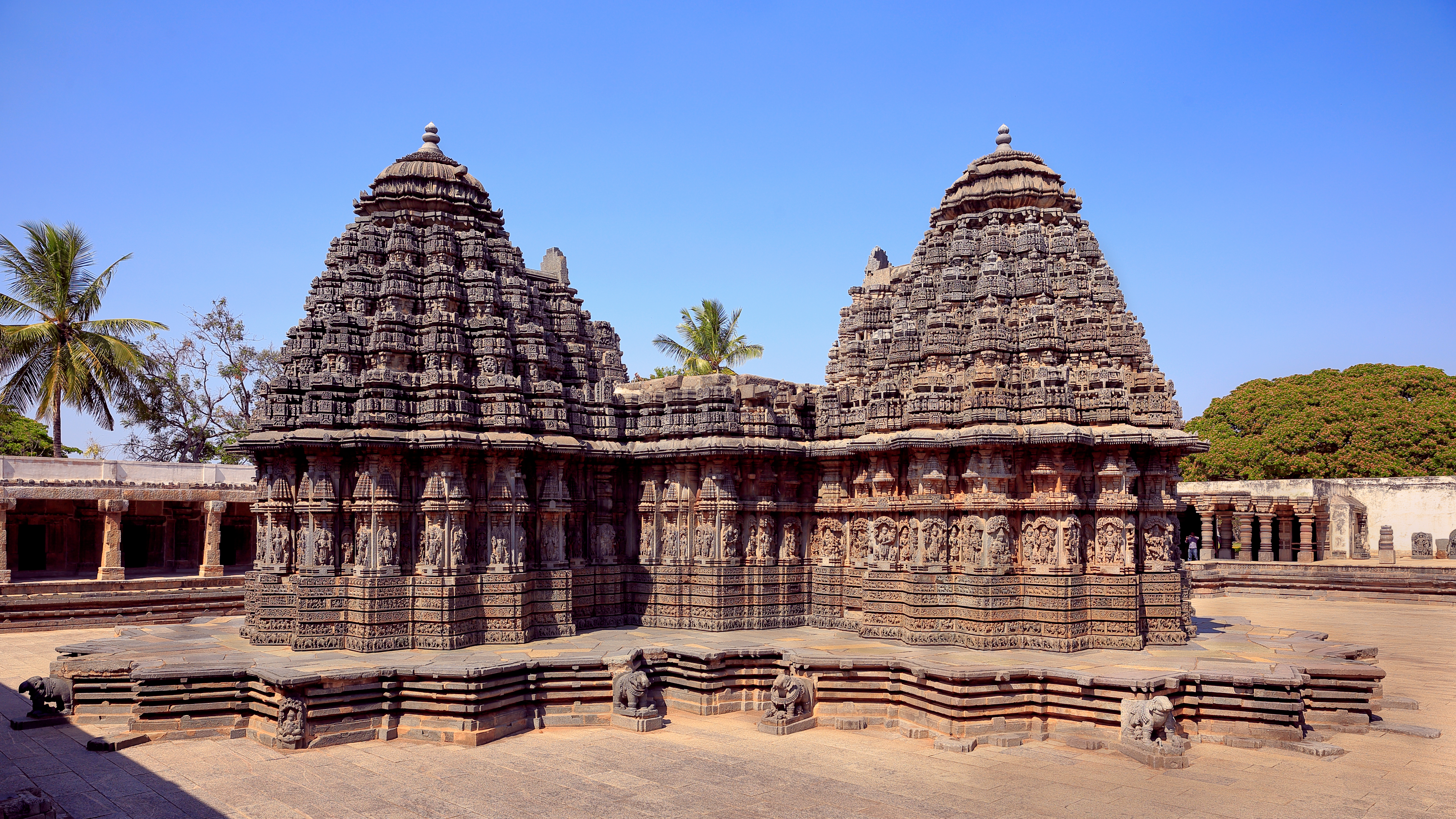
La plateforme autour du temple sert de passage de circumambulation.
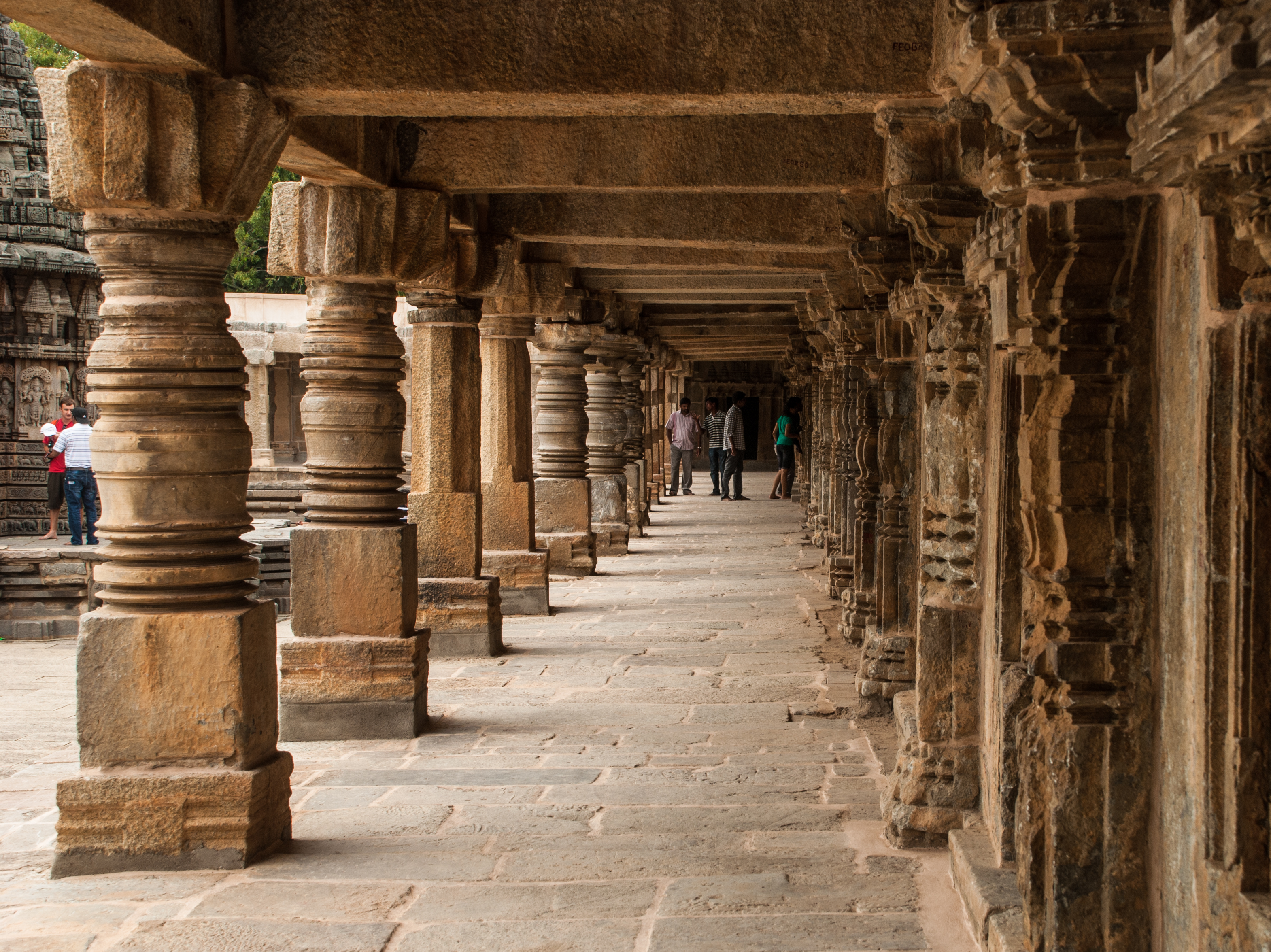
Le cloître avec ses petits sanctuaires et le monastère.
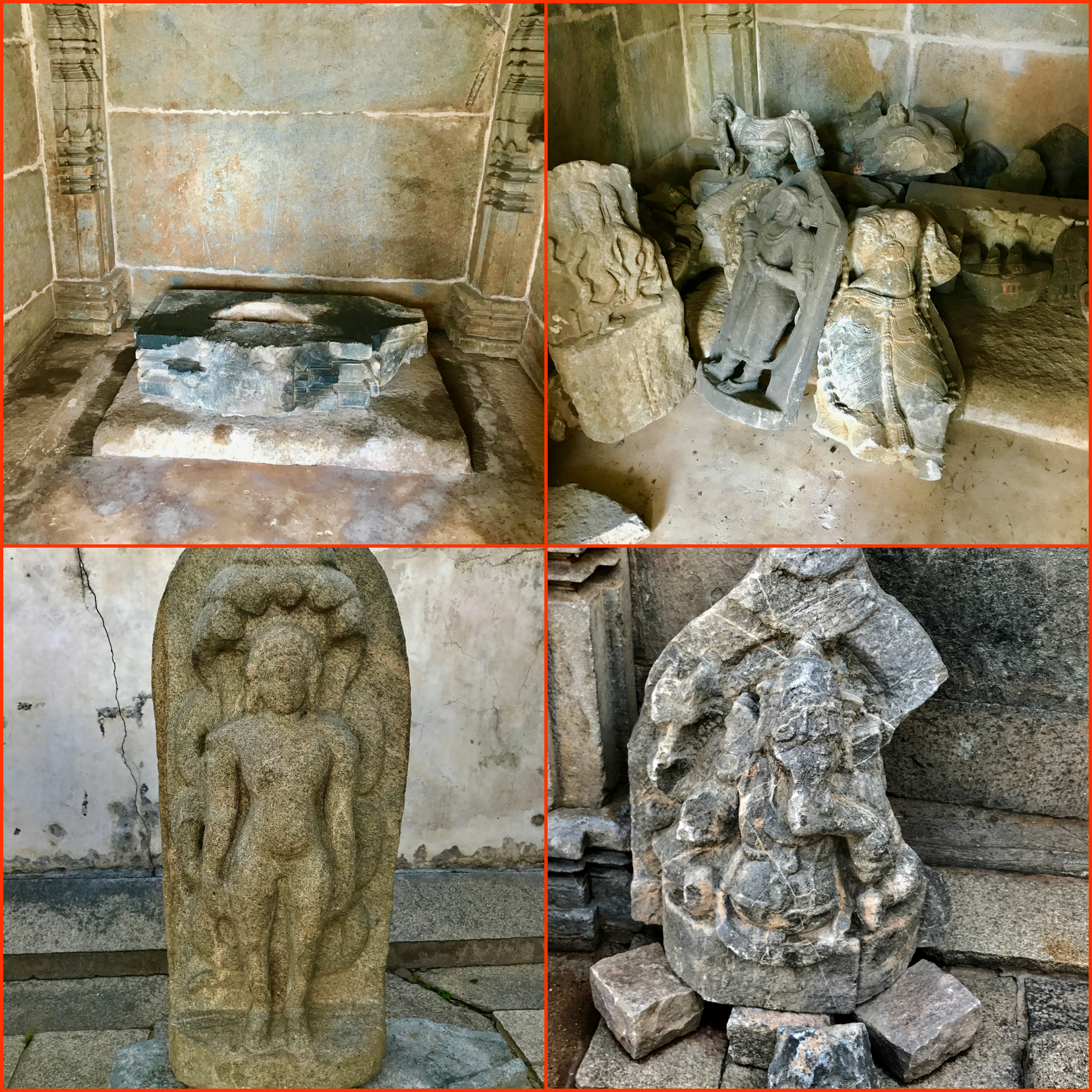
Statues jaïns et hindous défigurées et endommagées dans le cloître.
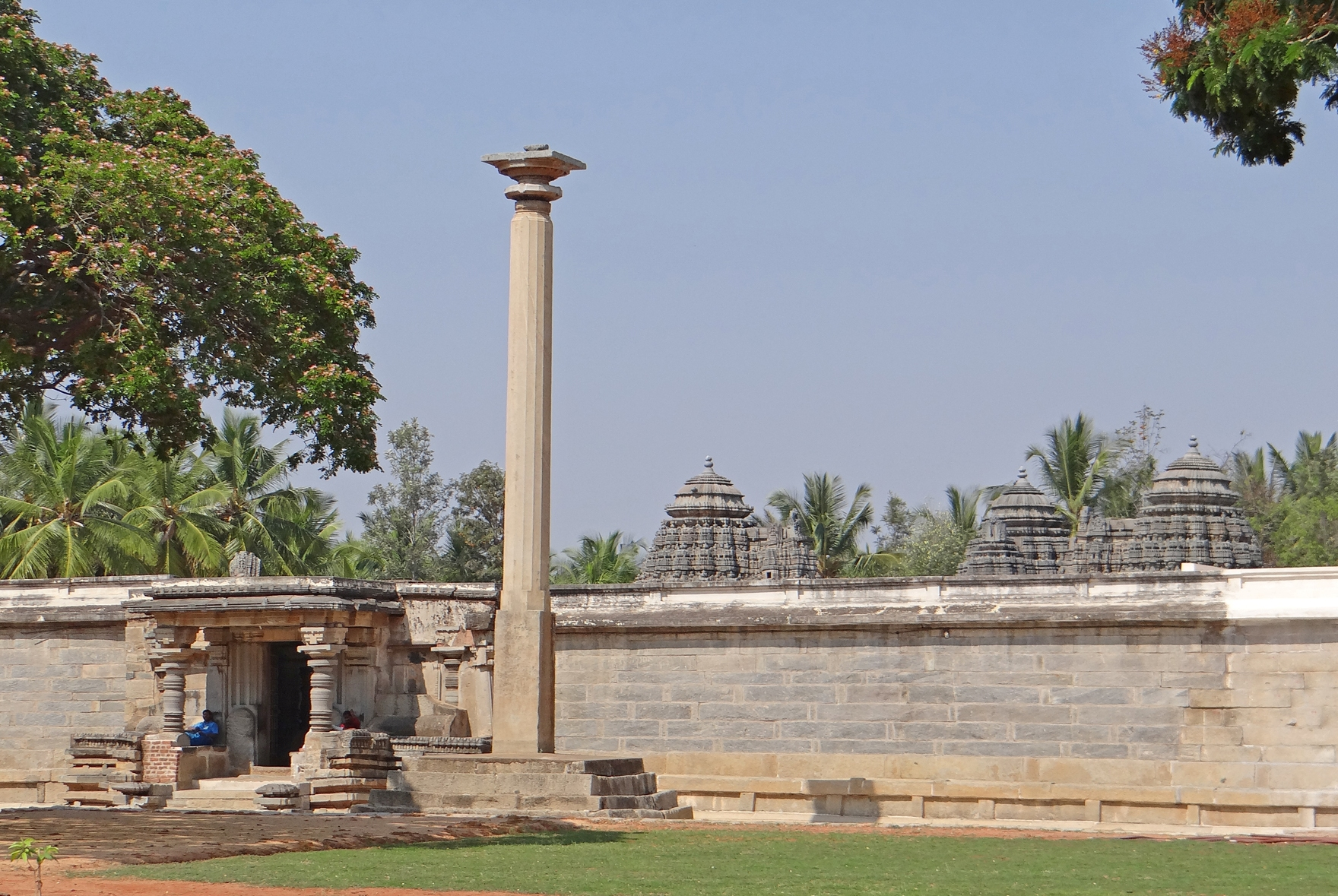
Stambha devant la porte du temple.
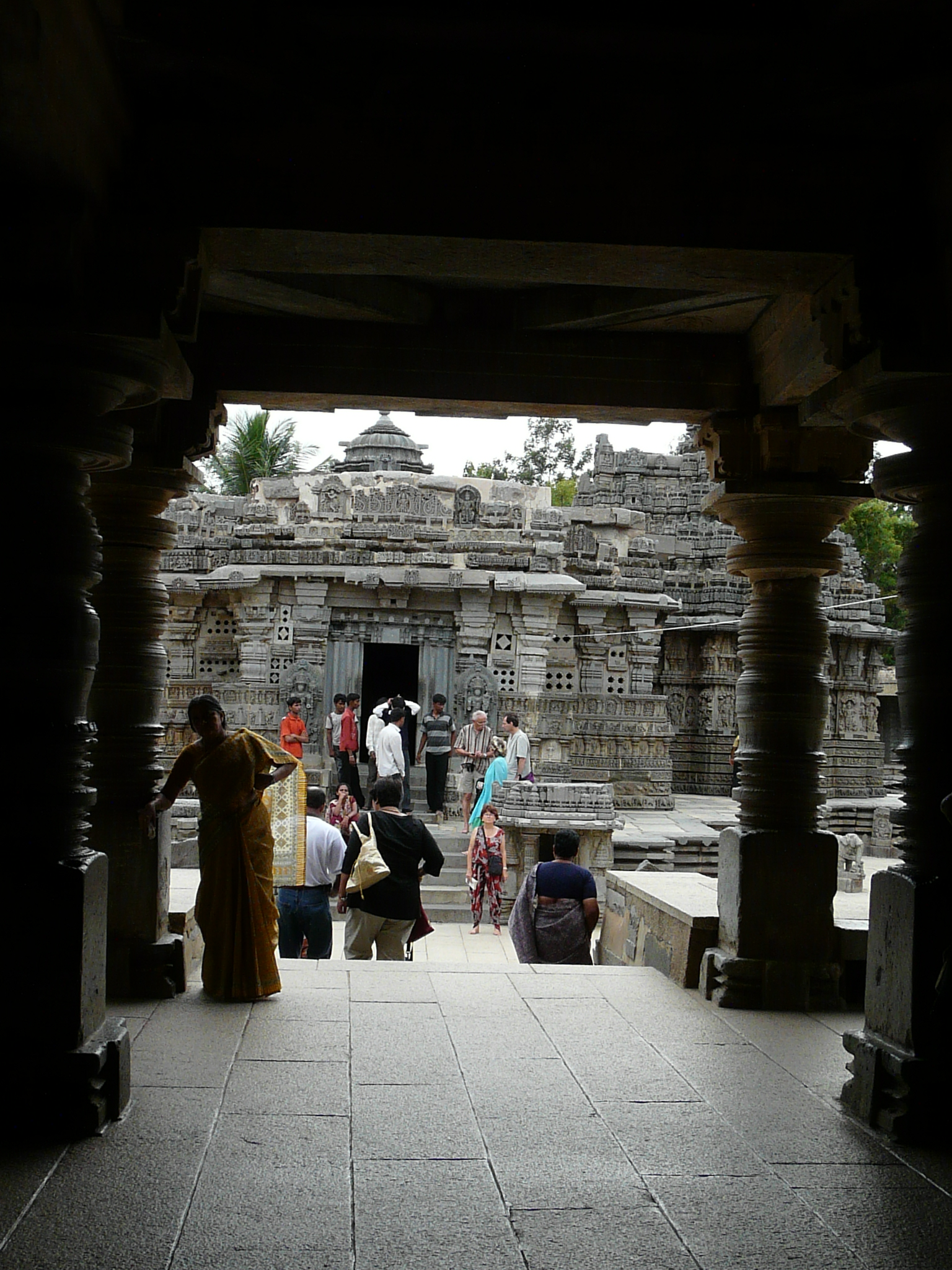
Vue du temple depuis la mandapa.

Le temple principal est construit sur un Jagati, qui symbolise la plateforme du monde. Il mesure environ 1 mètre de haut, est en forme d'étoile et il comporte un escalier de pierre à son extrémité est. De chaque côté de l'escalier se trouvaient classiquement deux gardiens dvarapala disparus depuis,. Ce Jagati est le "pradakshina patha" (chemin de circumambulation) qui doit être parcouru dans le sens des aiguilles d'une montre pour lire les légendes du "Ramayana", du  "Mahabharata" et du "Bhagavata Purana" dans la séquence appropriée.
Le côté est de la plateforme est rectangulaire, tandis que l'espace en dessous de la " vimana " (tour du temple) répète la forme en étoile des tours. À l'origine, un éléphant de pierre se tenait à chaque pointe des étoiles, mais seulement 11 des 15 originaux ont survécu bien qu'étant endommagés. Des Nâgas et des Yakshas, faisaient partie de la décoration, mais tout cela a disparu. Les locaux du temple abritent 7 des pièces cassées trouvées au début du XXe siècle.
Depuis le "jagati", quatre marches de pierre mènent le dévot dans la "sabha mandapa" à l'intérieur du temple,. Cette salle semble être rectangulaire, mais elle se compose en réalité de deux carrés soudés et d'un rectangle. Une petite salle à l'entrée, la plus grande au milieu et une autre rectangulaire au fond qui fait face aux trois sanctuaires (garbha griya), le tout soutenu par des piliers finement sculptés. La salle principale s'ouvre sur chaque sanctuaire par une petite puja mandapa de forme carrée. Les trois sanctuaires abritent les statues de Sri Channakeshara (disparue), Janardhana et Venugopâla. Au-dessus de chacun de ces sanctuaires s'élève une tour (shikhara) en forme d'étoile à 16 branches,.

### Murs extérieurs - Partie basse

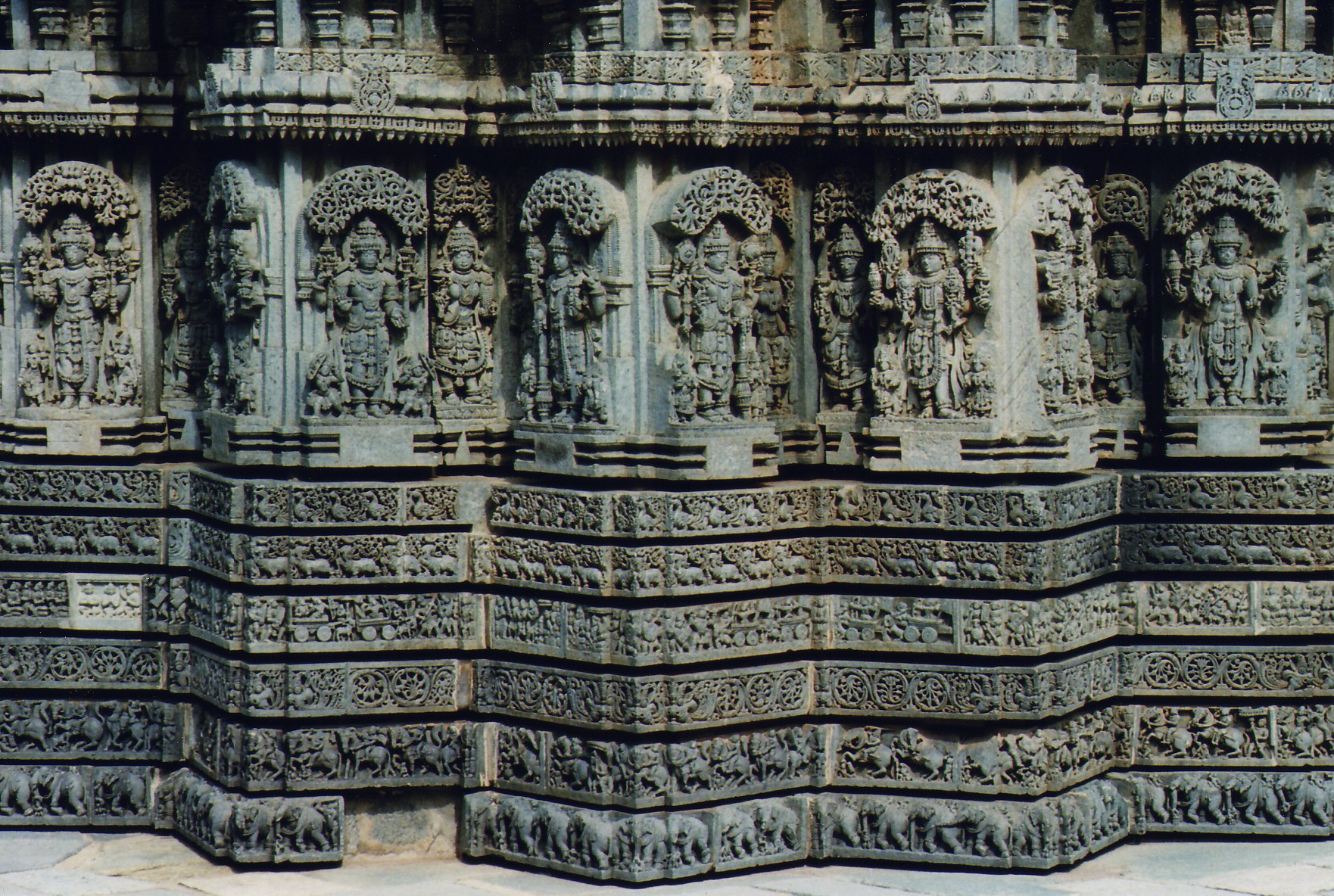
Panneaux en bas relief et frises autour du temple principal

Le mur extérieur du temple principal se compose de 6 bandeaux horizontaux de sculptures au-dessus de la plateforme (A) circumambulatoire.
- La bande la plus près du sol (B) mesure environ 15 cm de haut et montre une rangée d'éléphants marchant la plupart du temps vers la gauche dans le sens des aiguilles d'une montre, dans la direction que le dévot est censé prendre dans sa déambulation. Les éléphants ne sont pas des copies exactes les uns des autres, ils montrent plutôt des expressions naturelles différentes et le caractère ludique des éléphants[22]. Certains montrent des éléphants en guerre, lançant des ennemis en l'air, tandis que d'autres les montrent en train de taquiner les cavaliers devant eux.
- La bande au-dessus des éléphants est composée de chevaux (C) avec des cavaliers armés, figurant un défilé militaire. À certains endroits, les chameaux remplacent les chevaux, suggérant que les Hoysala avaient adopté les chameaux dans leur armée[22]. Certains endroits montrent aussi des scènes de bataille avec des chevaux. En divers endroits, les artistes ont ajouté de l'humour en plaçant des nains et des singes soutenant la patte avant levée des chevaux.[22].
- La bande au-dessus des frises des cavaliers est un résumé de la nature au Karnataka (D). On y voit des fleurs, des fruits, parfois des paons et des animaux sauvages[23].
- Le bandeau suivant (E) est une frise mythologique. Elle mesure environ 18 cm de haut, à 6 cm au-dessus de la plateforme et il dépeint les légendes et les histoires spirituelles que l'on trouve dans le Ramayana, les Puranas - en particulier les Bhagavata Purana et enfin le Mahabharata[1],[23]. Ces nombreux panneaux autour du temple racontent les différentes fables et histoires de l'hindouisme[24].
- Au-dessus, deux autres bandeaux sensiblement de mêmes dimensions représentent des successions d'animaux, d'abord des mammifères puis des oiseaux pour la frise supérieure.

Tout autour du temple, au-dessus de ces 6 frises, de nombreux panneaux racontent les différentes fables et histoires de l'hindouisme.

#### LeRamayana

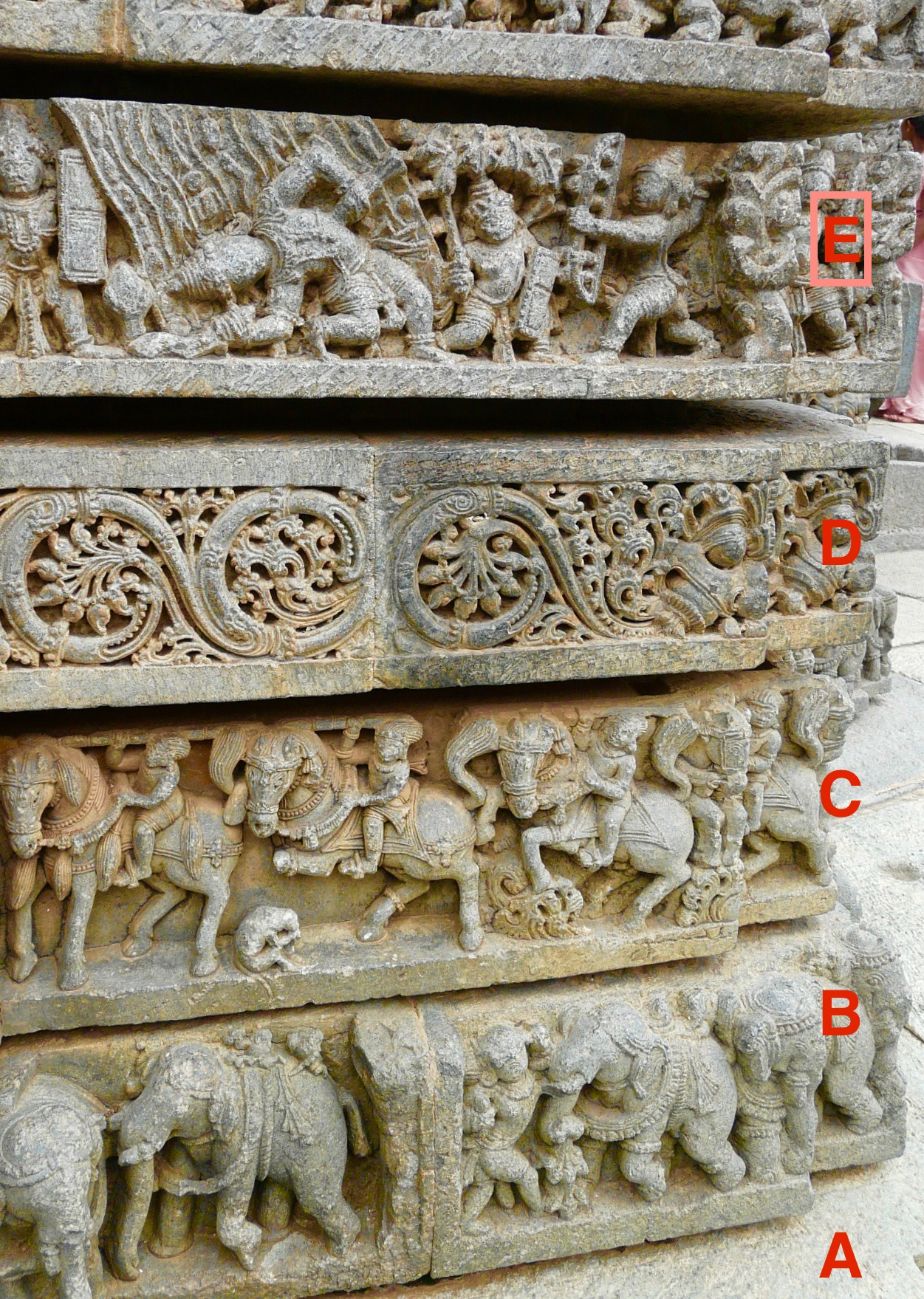
The various bands on the lower part of the outer wall at the main Channakeshara Temple. A: the platform; B: marching elephants; C: marching horsemen; D: nature scroll; E: friezes of Hindu texts.

Seules les premières péripéties du Ramayana, la "geste" de Rāma, sont représentées sur le temple,:
- Dasharatha - père de Rāma - fait des offrandes rituelles et des prières pour ses enfants. Rāma et ses frères sont nés.
- Les bébés sont dans des berceaux.
- Une autre frise montre Rāma et ses frères rampant à quatre pattes.
- Vie scolaire, leçons martiales.
- Le jeune Rāma tue Tataka pour protéger les Rishi
- Vishvamitra, Rāma et Lakshmana à la cour de Janaka.
- Une autre montre Sītā en train d'épouser Rāma.
- Rāma marié et ses frères à Ayodhya.
- Rāma, Lakshmana et Sita partent pour l'exil. Ils errent dans les forêts et rencontrent divers sages.
- Viradha attaque Sita, Rāma le tue.
- Épisode de Surpanakhi.
- Légende des cerfs dorés.
- Ravana enlève Sita. Une autre frise le montre en train de tuer Jatayu.
- Hanumān et Sugriva se rencontrent et rejoignent Rāma.

Le reste du Ramayana n'est pas représenté, c'est le Bhagavata Purana qui commence ensuite.

#### LeBhagavata Purana
La bande autour du sanctuaire occidental représente des scènes du "Bhagavata Purana". Elles relatent les légendes autour de Vishnou/Krishna . Quelques scènes de la Bhagavata sont répétées au temple de Channakeshara:
- Vishnou en déclin dans l'histoire de l'océan cosmique.
- La légende du mariage de Vasudeva, père de Krishna avec Devaki.
- Krishna bébé est transporté de l'autre côté de la rivière par Vasudeva.
- Diverses frises du bébé Krishna se nourrissant à Gokula, dans son berceau, rampant à quatre pattes.
- Krishna tue Putani et Sakatasura.
- Le petit Krishna vole du beurre.
- Krisha soulève Govardhana.
- Diverses frises de Krishna jouant avec des gopis.
- Krishna tue divers démons et finit par tuer Kamsa.

#### LeMahabharata

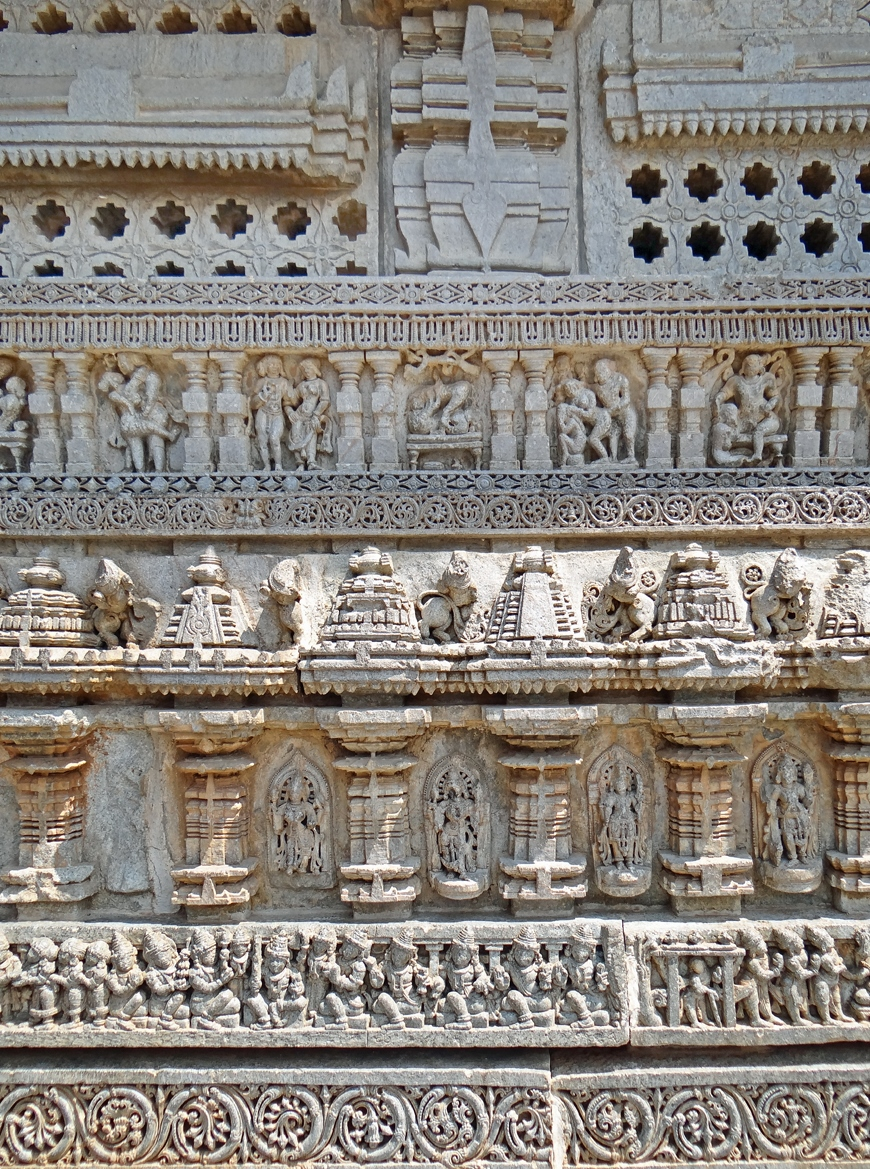
Murs extérieurs de la mandapa avec ses reliefs miniatures de divinités, de scènes de la vie et de scènes sexuelles.

Quelques-unes des scènes du Mahabharata, littéralement « La Grande Guerre des Bhārata » sont représentées sur le mur extérieur du temple, :
- À la cour du roi aveugle Dhritarashtra.
- La rivalité entre Pandava et Kaurava.
- Pandava partant pour la forêt.
- Bhima épouse Hidimbi, naissance de Ghatotkacha.
- Pandava rencontre le roi Drupada et séjourne chez un potier.
- Cérémonie de sélection du conjoint de Draupadi.
- Arjuna atteint la cible, Draupadi le choisit comme mari.
- Pandava revient avec Draupadi.
- Yudhishthira joue aux dés, mais perd.
- Scènes de guerre. Krishna conseille les Pandavas.
- Une scène où un héros fait Yoga assis dans un asana, tandis que les admirateurs le pare de guirlandes de fleurs.
- Les pandavas vainqueurs. Leur retour au royaume.

### Murs extérieurs - Partie haute

#### Murs du sanctuaire principal
Au-dessus du bandeau inférieur avec ses frises représentant les fables et légendes hindoues se trouve un bandeau de "makaras" (créatures mythiques issues de la fusion de divers animaux) et ensuite un bandeau de paons décoratifs.
Au-dessus de la bande de paons (près de deux cents sculptures) se trouvent des représentations de la vie du peuple et de divinités de petite taille qui entourent seulement la "sabha mandapa"  du temple principal. La plupart sont endommagées et certaines sont difficiles à identifier.
Les bas reliefs relatifs aux divinités représentent principalement Vishnou dans ses divers aspects et avatars dans la tradition du Vishnouisme, mais ils comprennent aussi des Shiva de la tradition du Shivaïsme, des Devi de la tradition du Shaktisme et des Sūrya de la tradition hindoue du culte solaire. Le temple de Channakeshara possède des centaines de ces représentations.
Les scènes montrant la vie commune du peuple montrent des fêtes, des danseurs dans différentes mudras, des musiciens avec leurs instruments du XIIIe siècle, des couples, parfois dans des poses érotiques, des mères élevant des bébés, différents métiers, des chasseurs avec des animaux domestiques (chiens), des soldats, des yogis, des rishi, des individus en train de se saluer (Namasté), des couples en prière et autres.
Il y a également de nombreuses scènes illustrant les histoires romanesques de Prahlada, de Hiranyakashipu et de l'avatar de Vishnou Narasimha.,

Bas reliefs sur le haut du mur extérieur.
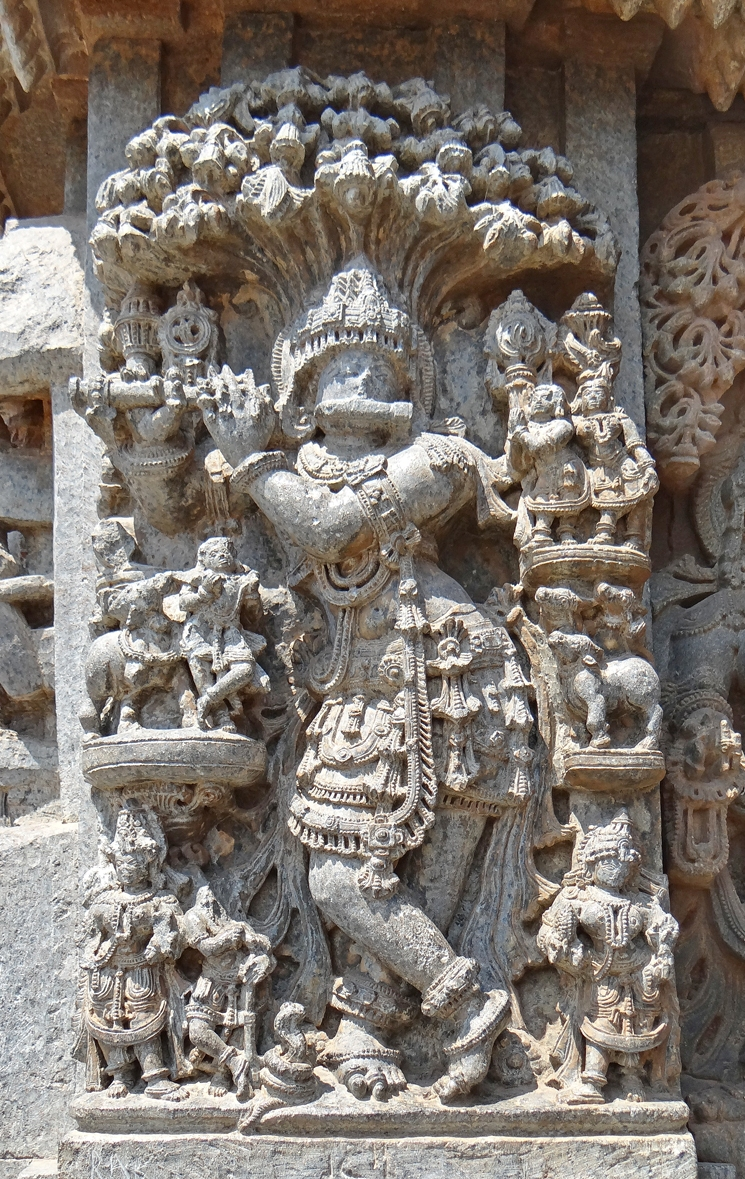
Krishna et sa flûte, écouté par des humains et des vaches.
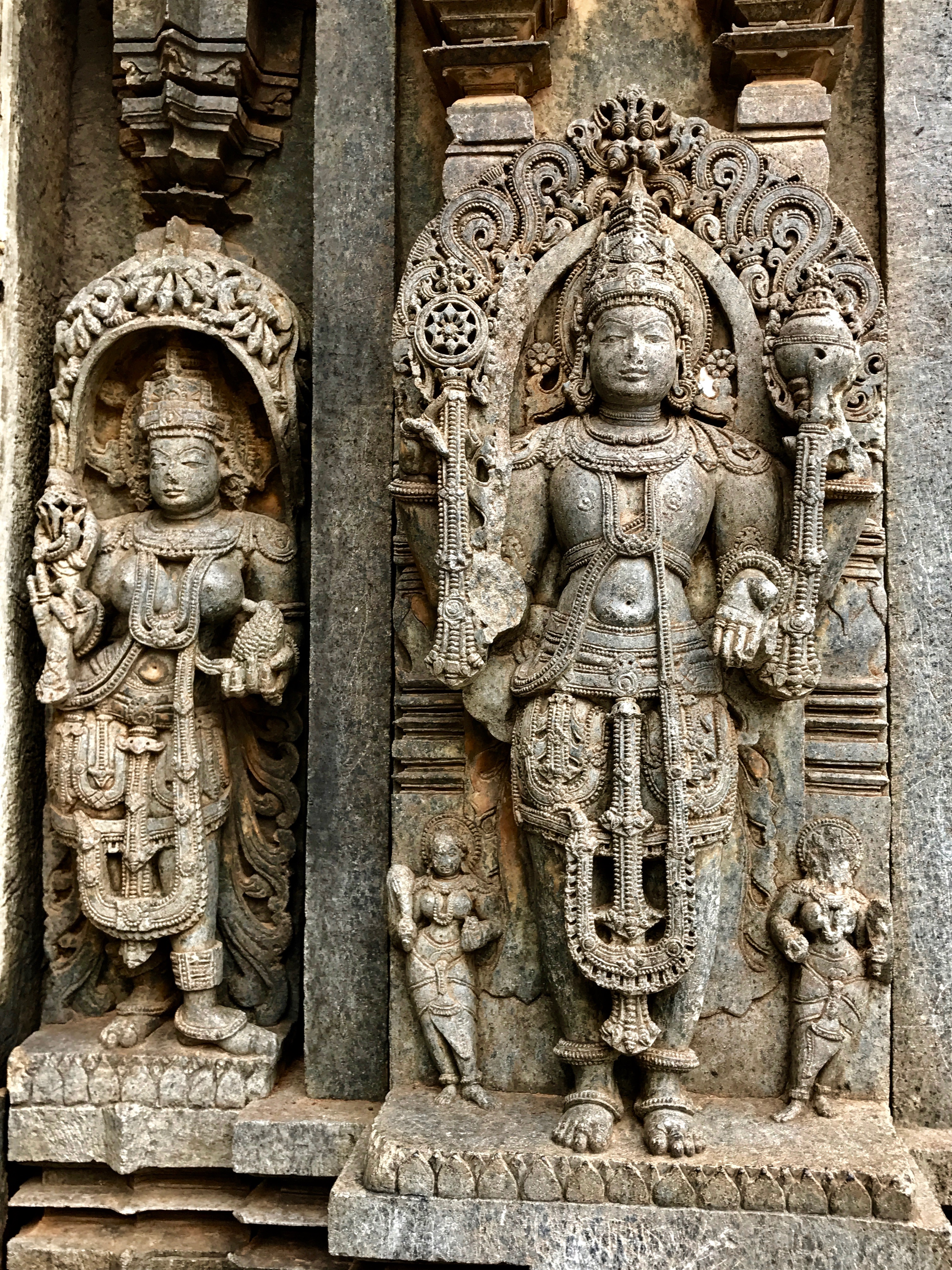
Lakshmi et Vishnou.
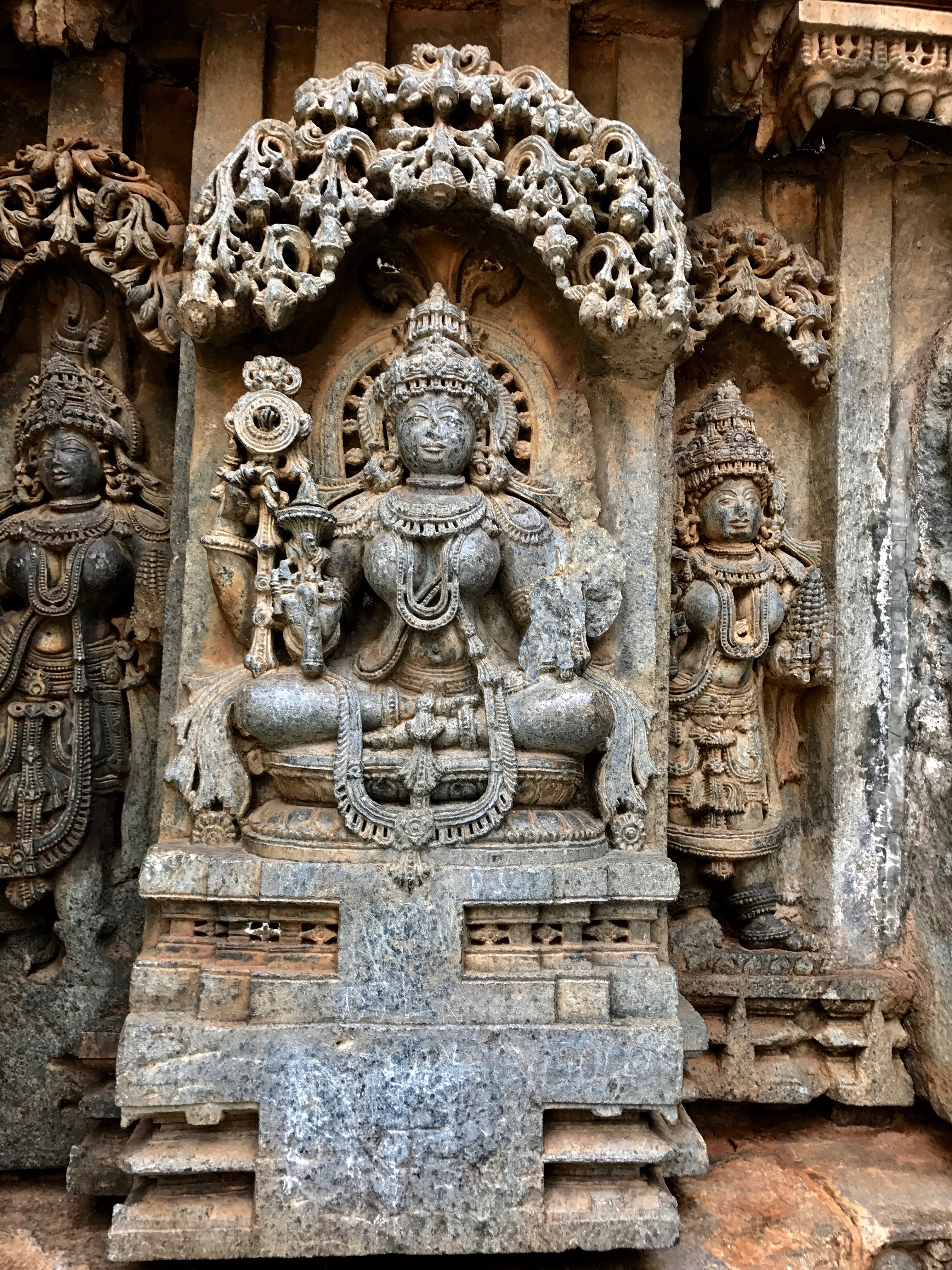
Mohini, avatar féminin de Vishnou.
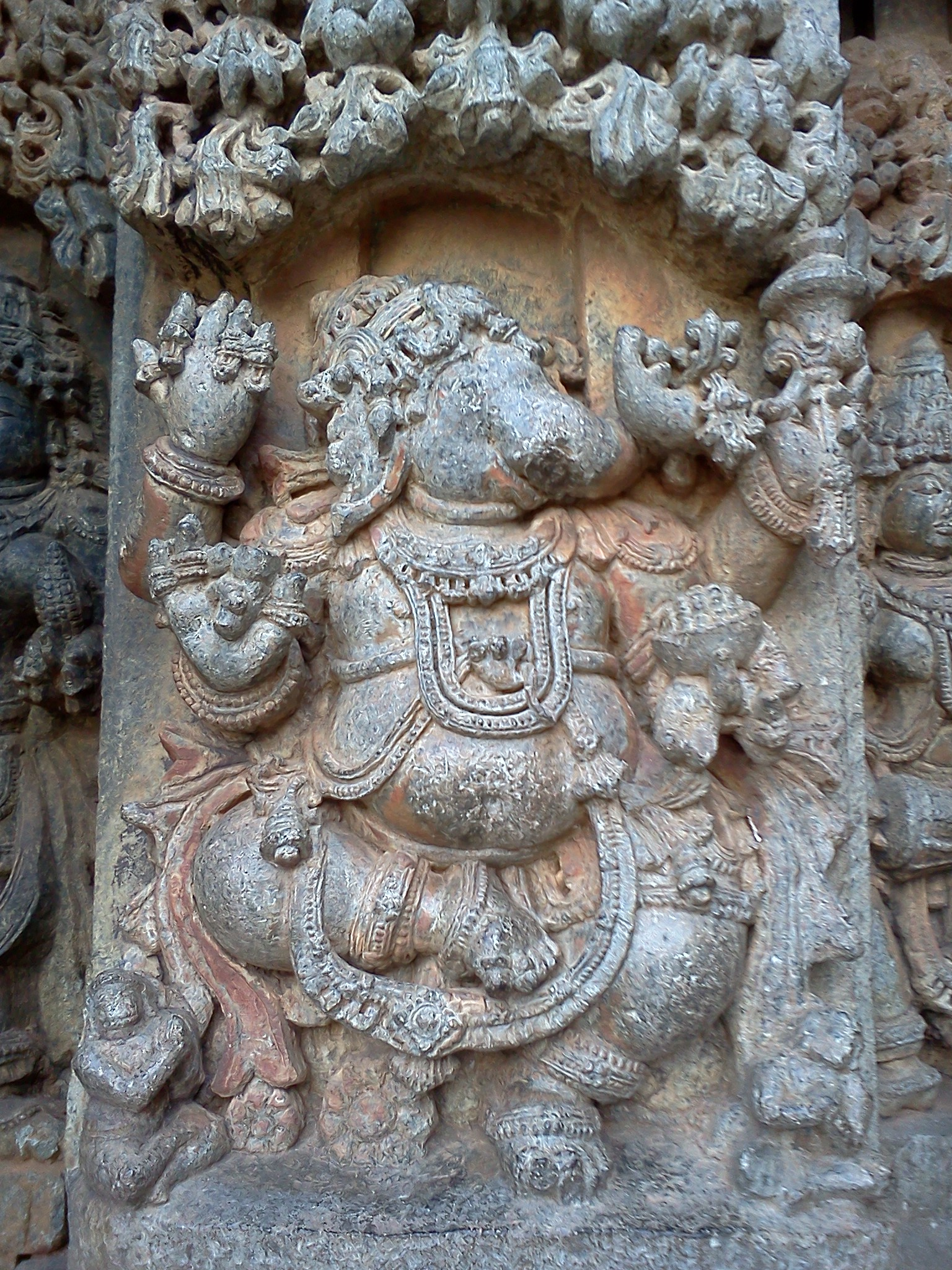
Ganesh dansant.
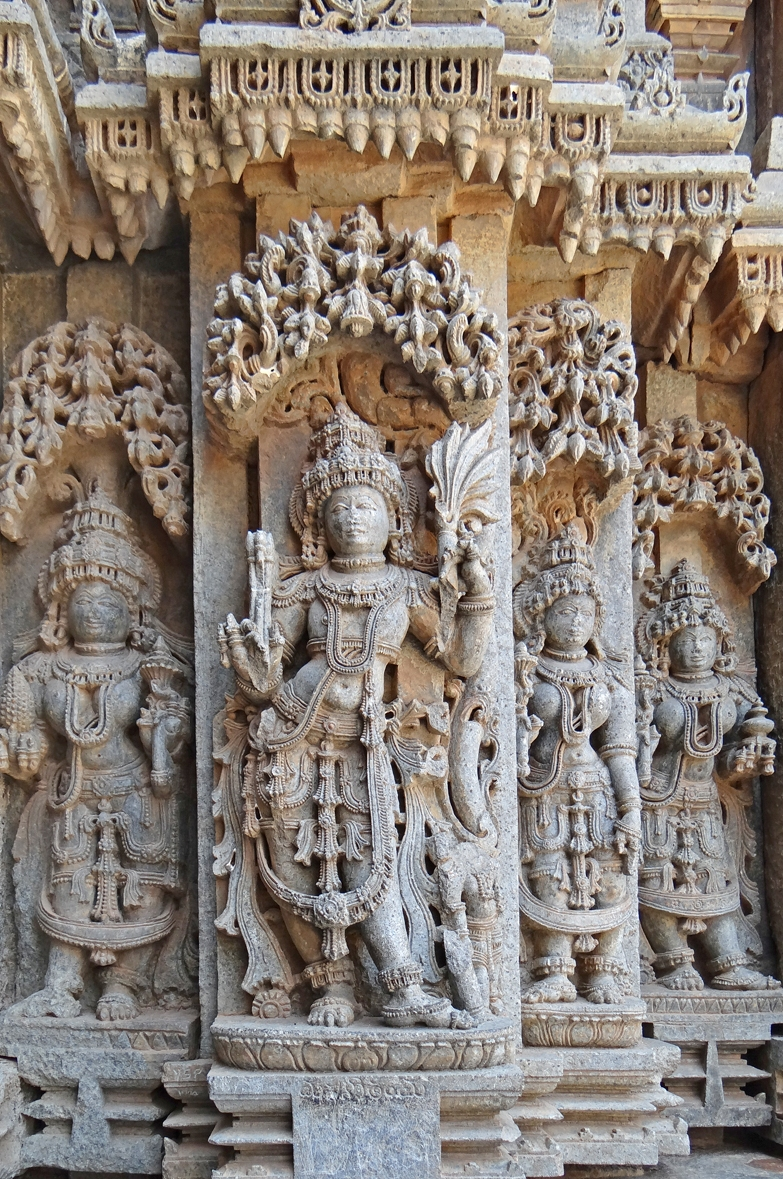
Kama avec une tige de canne à sucre.
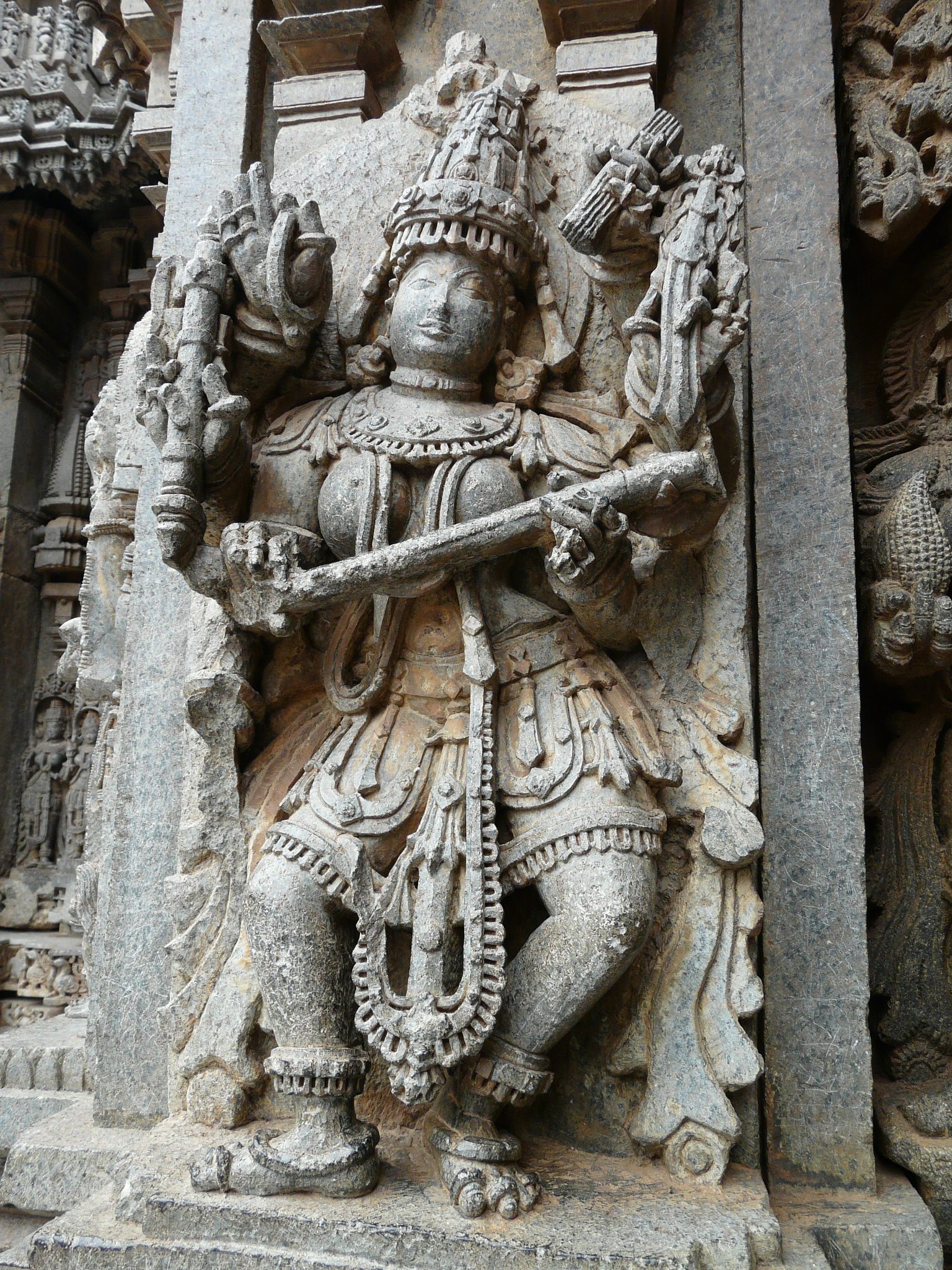
Saraswati avec livre et instrument de musique

#### Les murs des sanctuaires
Dans le cas des trois tours, au-dessus de la bande de sculptures de paons se trouve une rangée de représentations des divinités de plus grande taille qui entoure le temple. Il y a environ 90 tableaux montrant principalement Vishnou avec Lakshmi, ainsi que Shakti, Shiva, Brahma, Saraswati, Indra, Kama, Rati et autres. La plupart d'entre eux sont aussi partiellement abîmés, comme des nez cassés, des membres coupés et autres dommages. Certaines scènes sont donc difficiles à identifier.
On trouve :
- Ganesh ou Saraswati dansant.

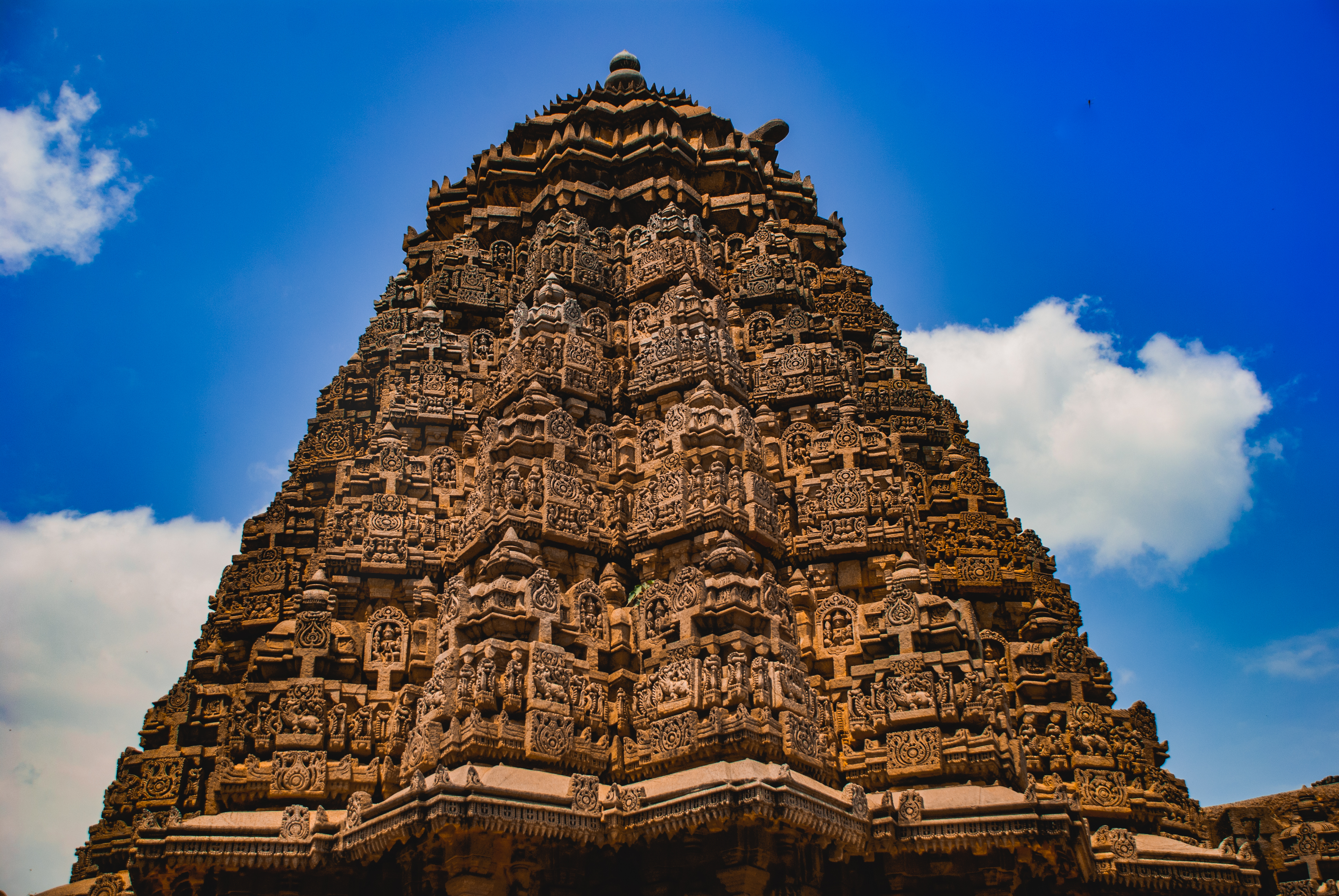
La tour ornée d'un kalasam.

- Des scènes légendaires sur Keshava, Venugopala, Janardana, ou Krishna.
- Les diverses avatars de Vishnou (Indra, Varuna, Yama, Vasudeva, Yoganarayana, Matsya le poisson, Kûrma la tortue, Varâha le sanglier, Narasimha l'homme-lion, Vamana le nain, Parashurama, Rāma, Krishna et Bouddha).
- La danse de Lakshmi sous diverses formes.
- Brahma avec et sans barbe.
- Diverses représentations de Harihara (mi Shiva - mi Vishnou).
- Surya.
- Durga (Mahîshâsuramardini).
- Vishnou dansant.

Les soixante premiers et les soixante derniers panneaux sont mieux finis et plus détaillés que les soixante-cinq panneaux du milieu. Certains panneaux sont signés par le sculpteur.

#### Arches et parties hautes
Les grandes images murales sur les trois superstructures identiques de la tour sont chacune encadrée par une arche (torana). Le côté ouest présente de simples arcs plats ou géométriques, tandis que les côtés nord et sud sont ornés de thèmes naturels finement sculptés, tels que des fruits suspendus, des fleurs et des lianes chargées de fleurs. Certaines montrent les bourgeons et les stades de développement naturel des plantes à fleurs, tandis que d'autres y associent la faune, comme le lion au centre. La tour elle-même combine des œuvres d'art complexes, dans un plan qui alterne des carrés rotatifs et des lotus à 16 pétales en forme d'étoile. Au fur et à mesure que la tour s'élève, les shikharas sont coiffés de kalashas (pots communs dans les cérémonies hindoues).
Les trois tours sont de la même hauteur. Leur plan utilise un lotus à projection oblongue, quatre jeux de tourelles ornementales, dont la hauteur diminue rythmiquement et qui sont coiffées de kalasams en pierre. Les sculptures sur la tour présentent des danseurs, des gandharvas, des yakshas, des kirtimukhas, des visages de lion et des animaux mythiques tels que des makaras. Le sommet de chaque tour a la forme d'une fleur de lotus à fleurs inversées. Les sommets des tours d'origine avaient chacun un grand kalasha en pierre. Une restauration récente a remplacé au sommet des tours les grands kalashas disparus par des petits modèles en ciment.

### Les Mandapas

#### L'entrée
L'entrée du temple principal se fait par l'est. L'ASI qui gère le temple a ajouté une porte en bois. À l'intérieur de la porte se trouve la Navaranga avec les neuf carrés rituels suggérés par d'anciens textes hindous sur la conception du temple. Des bancs sont intégrés au mur pour que les visiteurs puissent s'asseoir. Les architectes ont laissé entrer un peu de lumière en ajourant les murs. La disposition de trois portes à l'intérieur et des deux niches - dont les décorations manquent désormais - suggère que l'intérieur de ce temple a été conçu selon le plan Panchayatana  de la tradition hindoue.

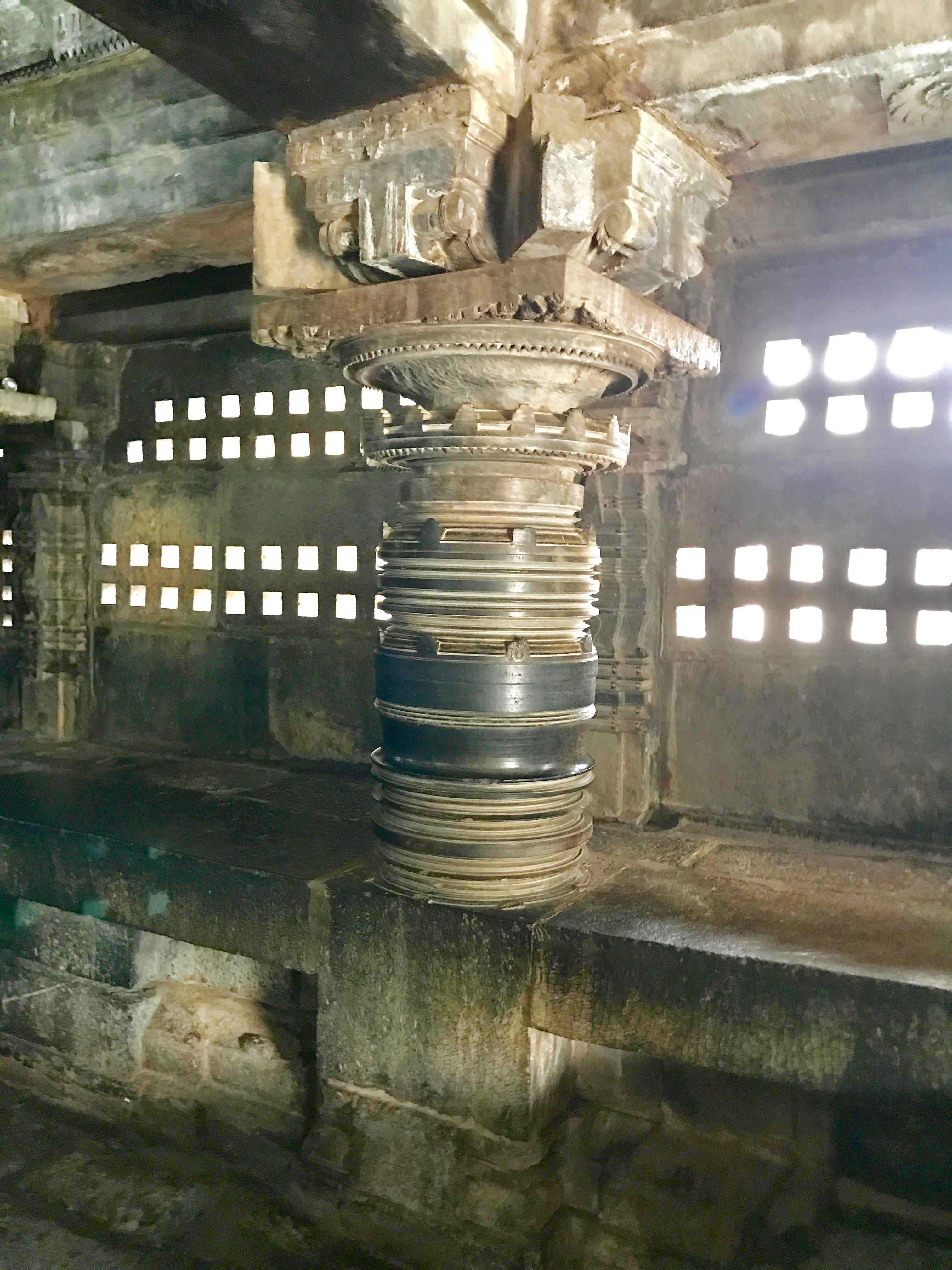
L'espace intérieur laisse entrer un peu de lumière.
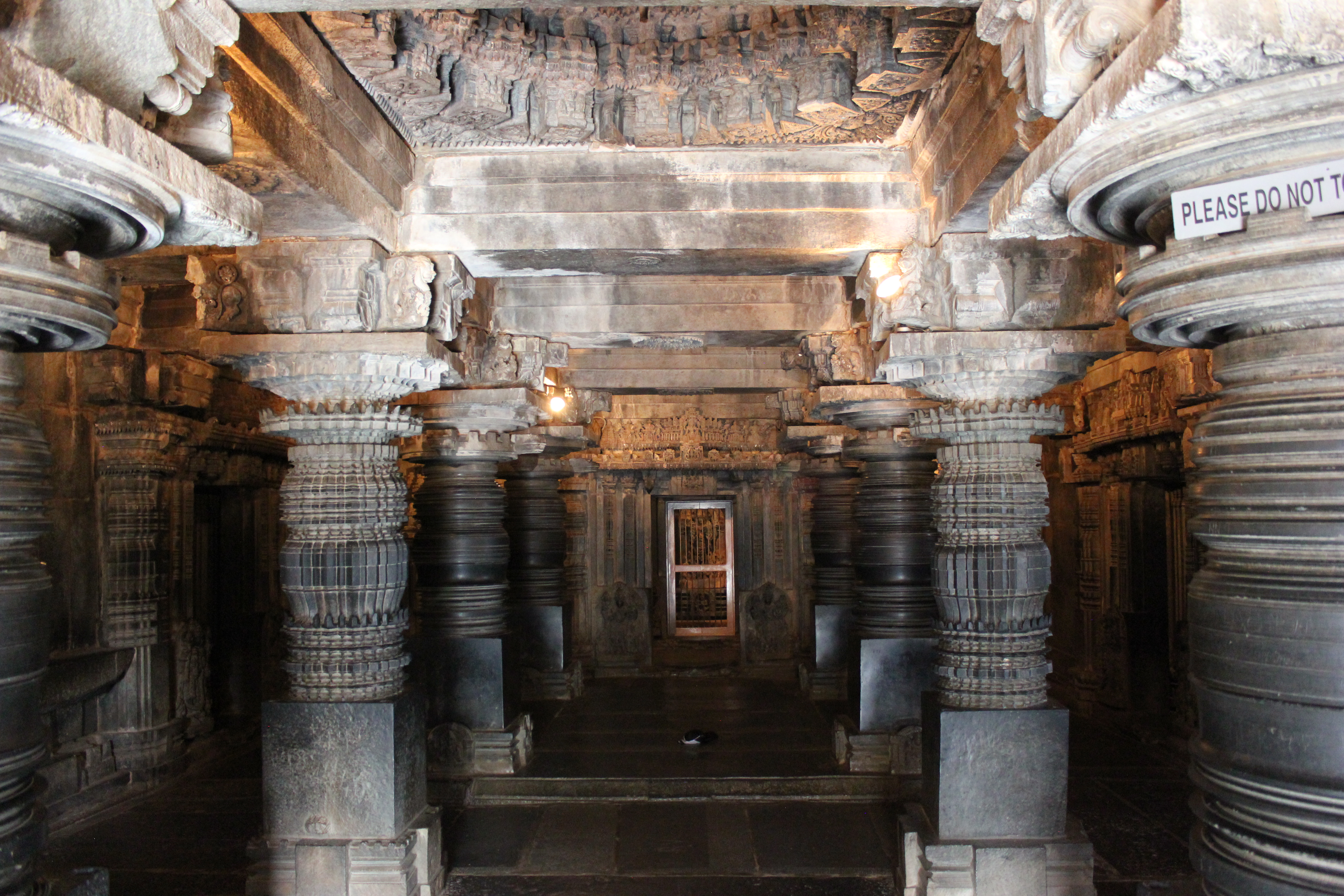
Piliers tournés.
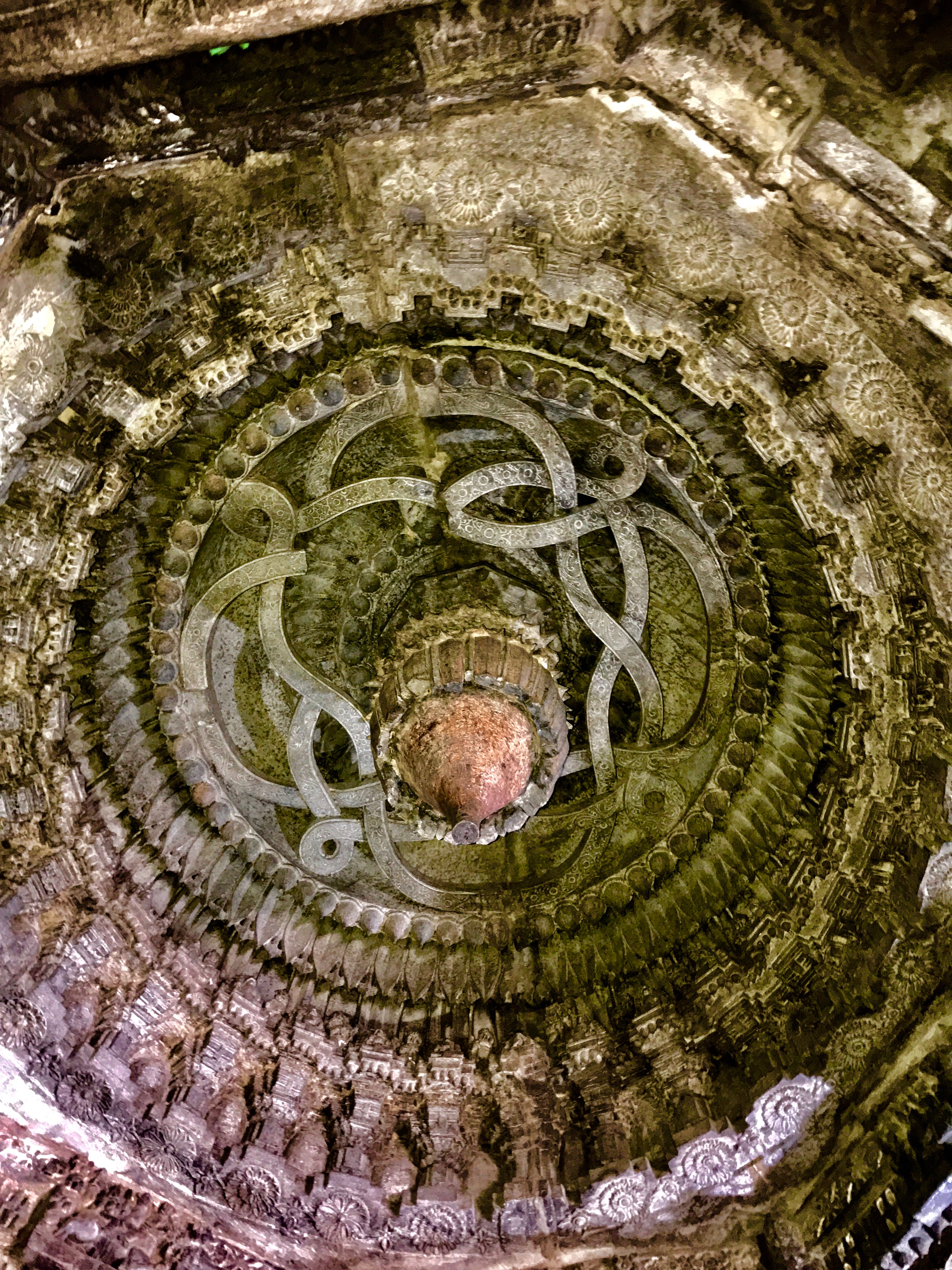
Clé de voûte sculptée au plafond de la mandapa.

#### Piliers et plafonds
La mandapa est soutenue par des piliers façonnés au tour. Ces piliers, à l'exception de deux d'entre eux, sont de la même taille. Tous, à l'exception de quatre au centre, ont cinq moulures issues de thèmes de vie la vie, empilées en séquence : disque, cloche, pot, roue et parapluie. Les quatre colonnes carrées centrales de la Navaranga sont ornées de yakshas et de consoles qui ont été endommagées ou ont disparu. Les deux piliers à l'est de la place centrale ont la forme d'une étoile à 32 branches,.
Le toit se compose de 16 carrés, neuf dans le "sabha mandapa" et les sept autres dans le prolongement près de l'entrée est. Ils sont tous sculptés, tous différents, mais tous avec des motifs de la nature et un symbolisme théologique hindou. Parmi eux se trouve un thème de feuilles de palmier, différentes étapes de l'ouverture du lotus, symbolisant le karma et le samsara, un autre a un thème de danseurs, musiciens et soldats et un autre montre Vishnou et Shiva debout sous diverses formes. Il y a aussi des décors de chevrons et de diagrammes tantrique (shri chakra).
Entre les piliers, le plafond en dôme est décoré de façon très soignée de lotus à pétales multiples, de motifs de bourgeons de bananiers et des nœuds en forme de serpent ananta symbolisant l'éternité. À l'intérieur du temple, chaque vimana a un vestibule qui le relie au temple rectangulaire principal.

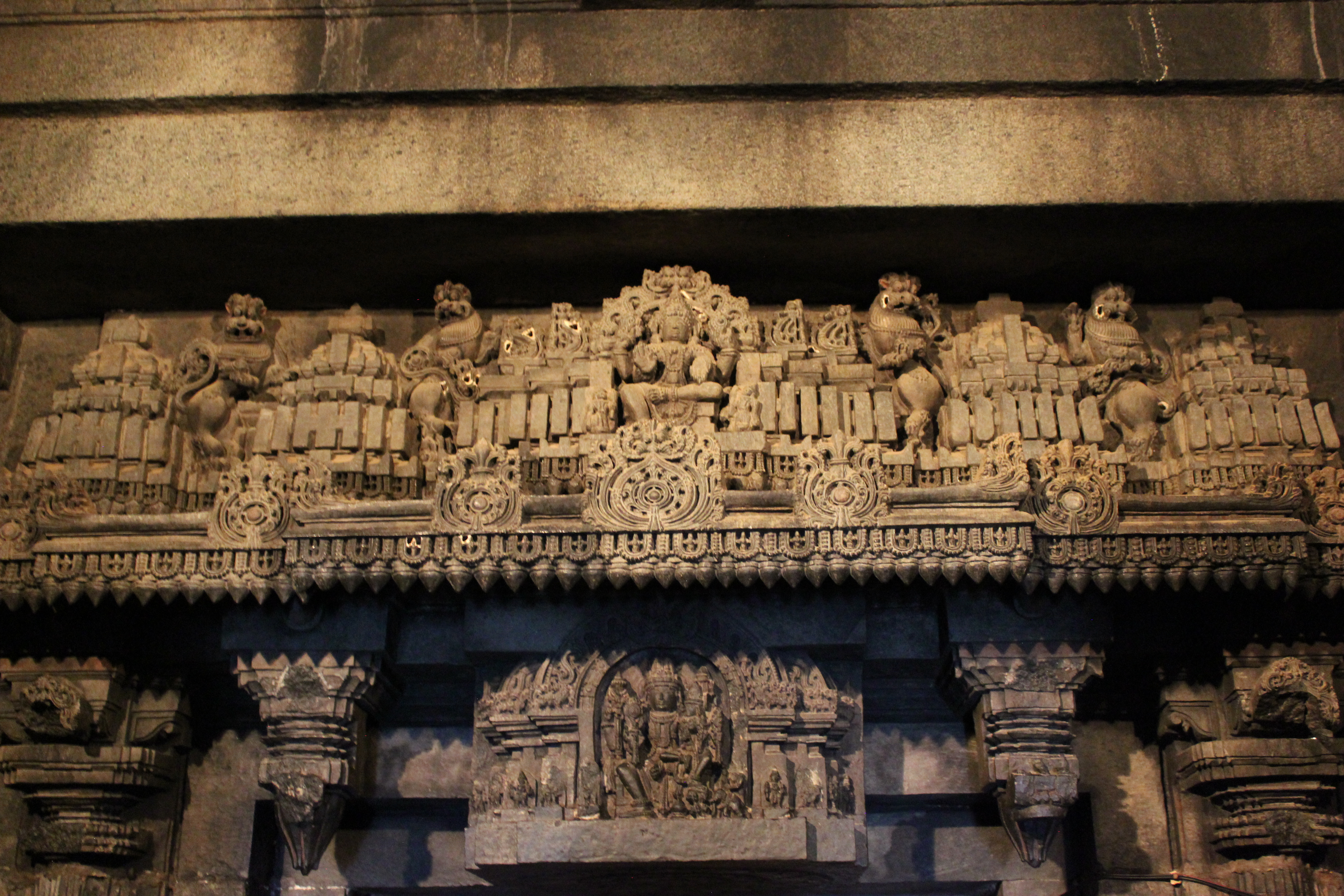
Gros plan du linteau décoratif à l'intérieur du temple

### Les sanctuaires

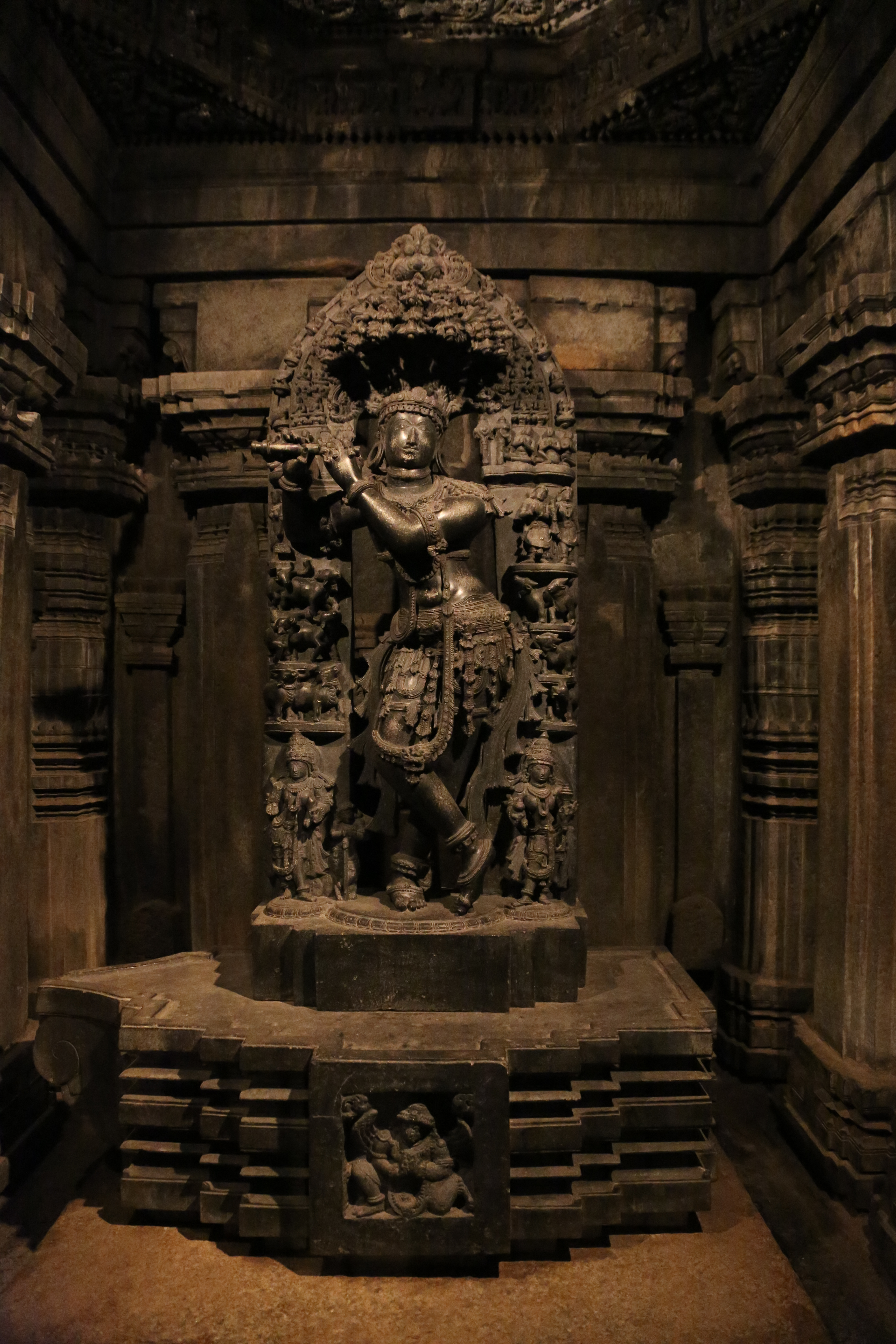
Krishna jouant de sa flûte

Sur les trois sanctuaires, seul un est dédié à Sri Channakeshara, mais sa sculpture manque. Les deux autres sanctuaires abritent des images de Janardhana et de Venugôpala. Ces trois représentations sont des formes du même dieu hindou, Vishnou.

#### Sanctuaire du sud
L'entrée sud du sanctuaire comporte deux dvarapalas : Bhadra et Subhadra. Le linteau au-dessus de l'entrée montre Venugôpala. Une sculpture du XIIIe siècle montre Lakshmi Narayan (en) dans la posture de yoga Sukhasan, entouré de ses symboles; chakra, conque, lotus et sa massue. À côté, il y a Jaya-Vijaya et au-dessus, le linteau montre un Vishnou assis et un Vishnou dansant.
La "garbha griya" est un carré de 2,5 m de côté, mais des niches dans le mur augmente l'espace. L'image de Krishna dans le sanctuaire est haute de 1,4 m. Il porte des boucles d'oreilles, des colliers, des bracelets, des bagues aux doigts et aux orteils, des bracelets de cheville, des ceintures et des diadèmes sertis de bijoux. Ses jambes sont croisées, la tête légèrement inclinée alors qu'il joue du bansurî qu'il tient à deux mains. Ses doigts sont en position d'obturation des trous de sa flûte et tous les êtres, des humains aux vaches, des dieux aux déesses, sont représentés comme charmés par la musique divine. Quelques personnages accourent pour écouter la musique, leurs vêtements se défont dans leur hâte. Au-dessus, on voit des gopîs avec leurs vaches et des rishis qui, eux aussi, sont envoûtés.
Sur le bord de la "torana" qui entoure Krishna, sont sculptés les dix avatars de Vishnou dans l'ordre : Matsya, Kurma, Varâha, Narasimha, Vamana, Parashurama, Rāma, Balarâma, Bouddha et Kalkî.

#### Sanctuaire du nord
L'entrée du sanctuaire nord possède également les deux dvarapalas : Bhadra et Subhadra. Le linteau montre Janardhana ainsi que Lakshmi Narayan, Lakshmi assise et un Narayana faisant du yoga. La "garbha griya" contient une statue de 1,8 m de haut, sur un piédestal orné de Garudas (hauteur 0,5 m). Il porte des bijoux et en marge de la "torana" de son image sont de nouveau sculptés les dix avatars de Vishnou.

#### Sanctuaire ouest
L'entrée ouest du sanctuaire est semblable au sanctuaire sud par sa taille et ses caractéristiques. Le linteau au-dessus de l'entrée montre un Channakeshara debout avec au-dessus Lakshmi entourée d'éléphants. Le linteau montre un Vaikuntha Narayana assis sur Ananta Shesha et la verrière montre un Vishnu en position de yoga Sukhasana. Dans le garbha griya seul subsiste le piédestal à Garudas.

## Galerie

Chennakesava Temple Gallery
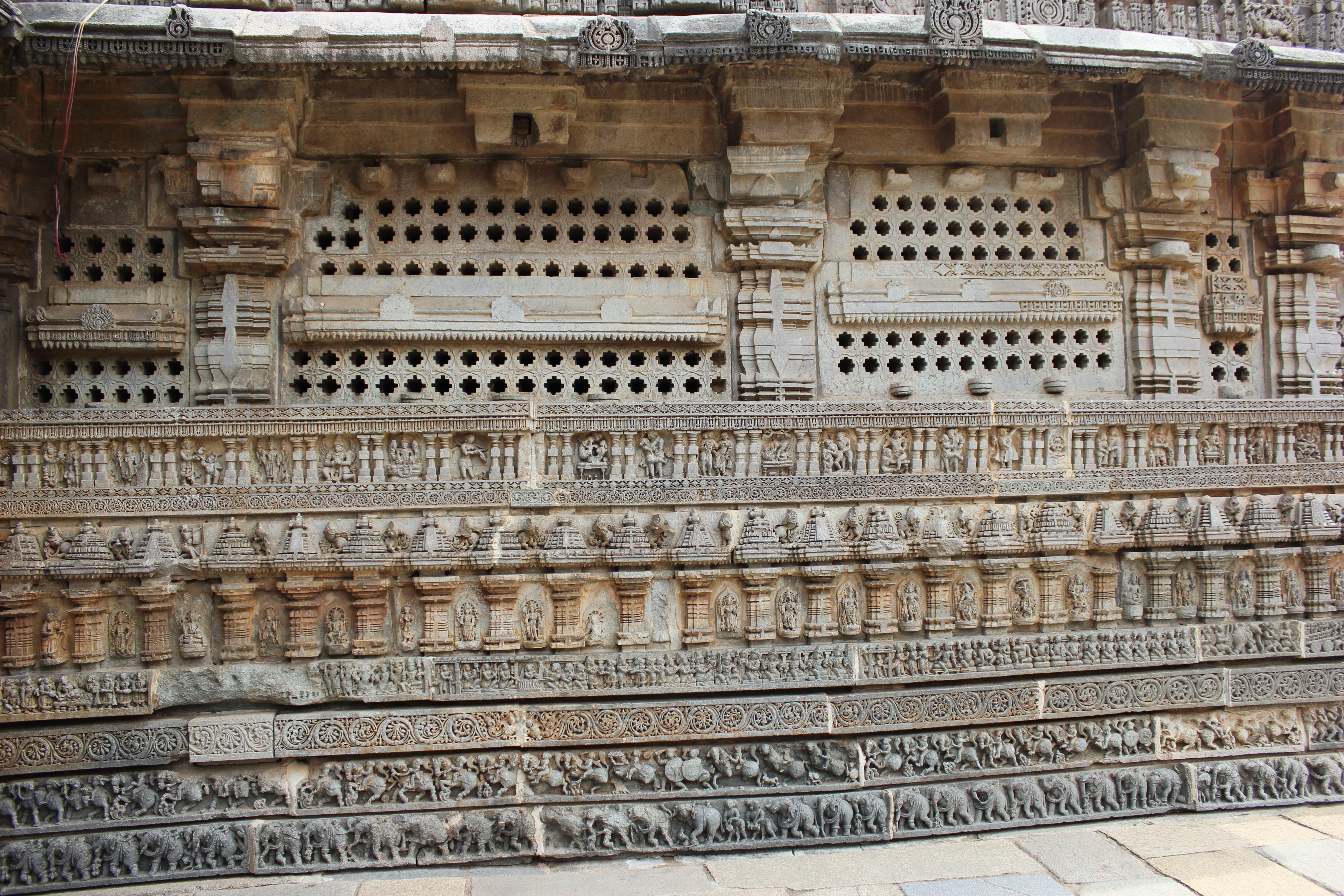
Relief mural, fenêtres percées et frise de moulures
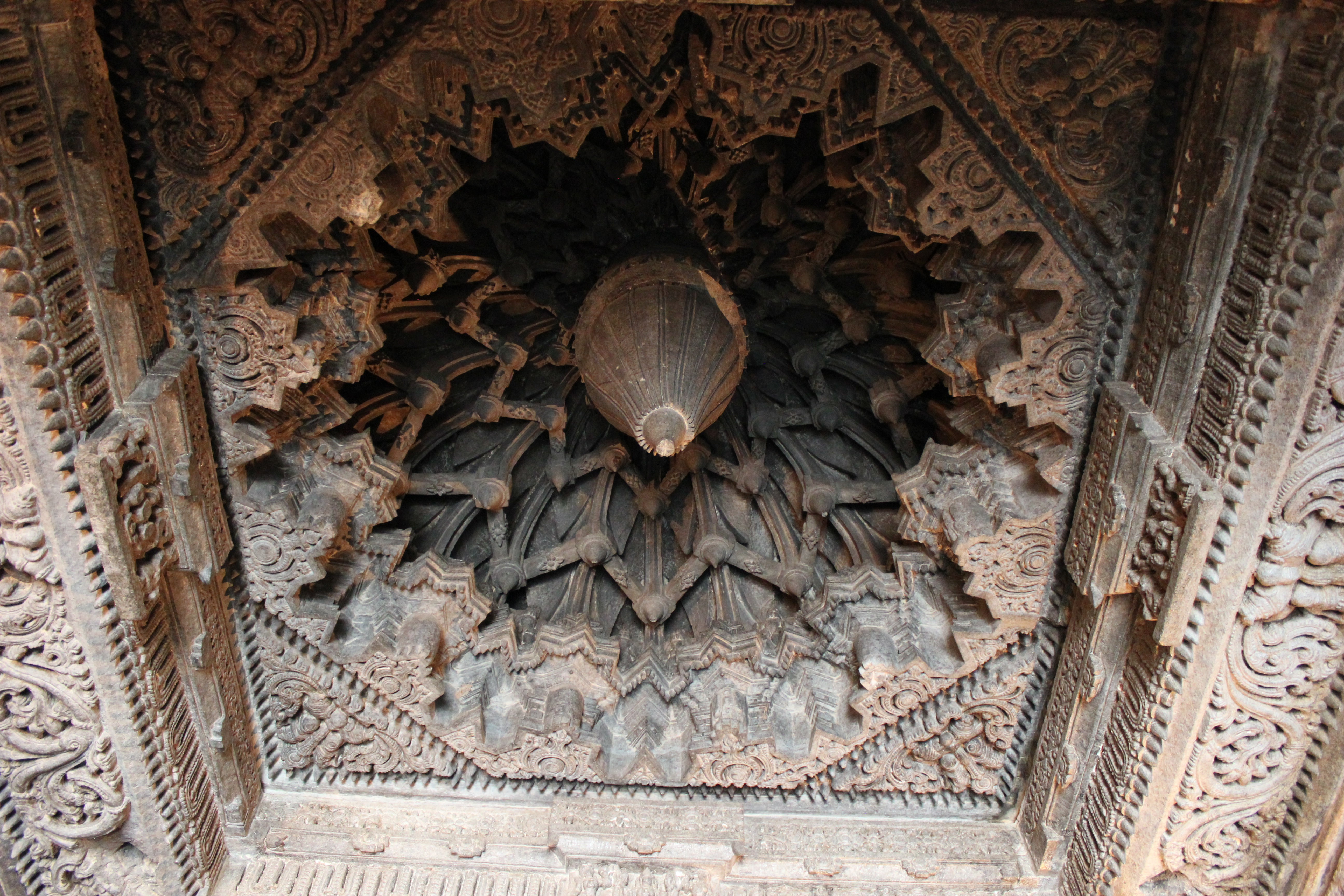
Plafond.
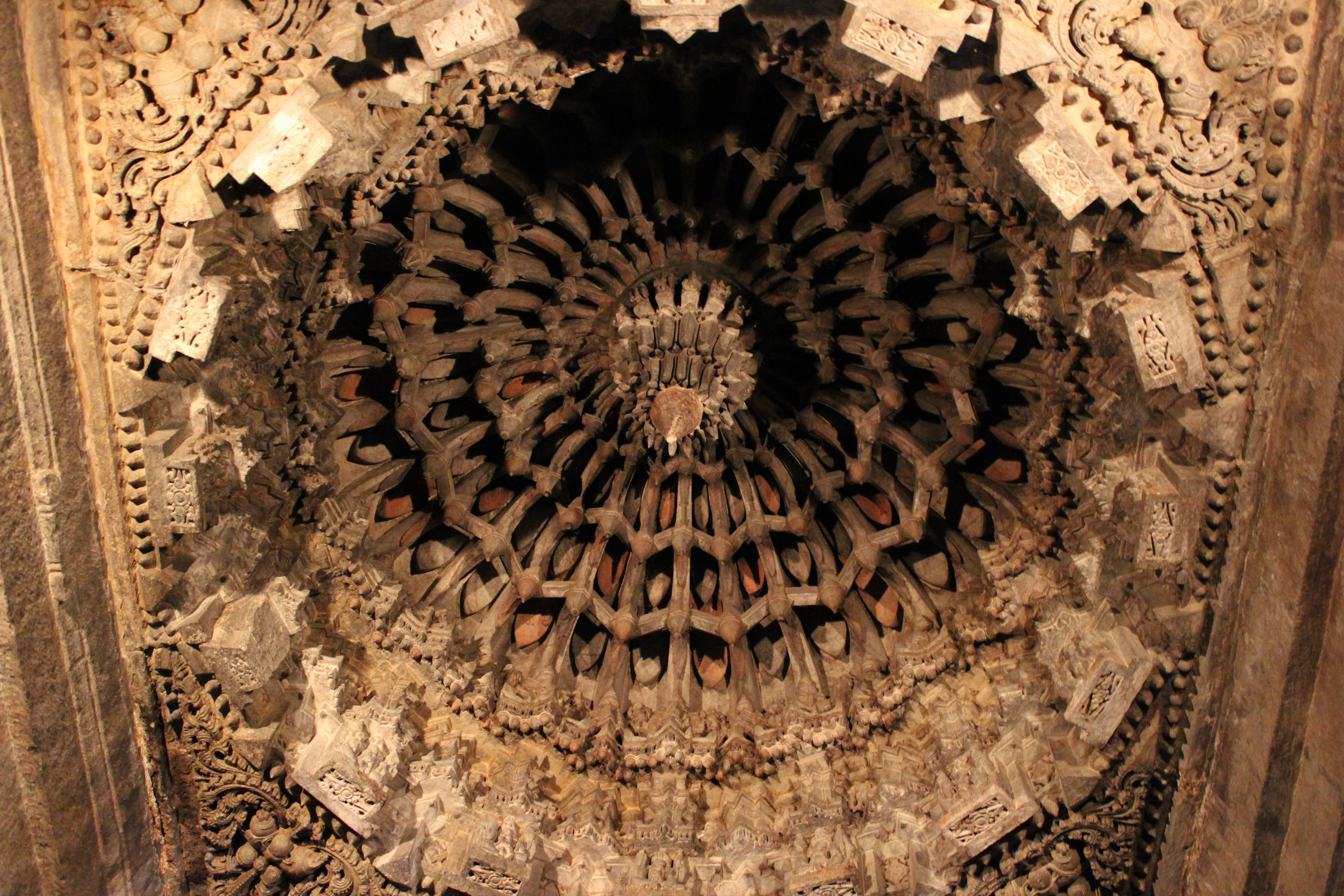
Plafond de feuilles.
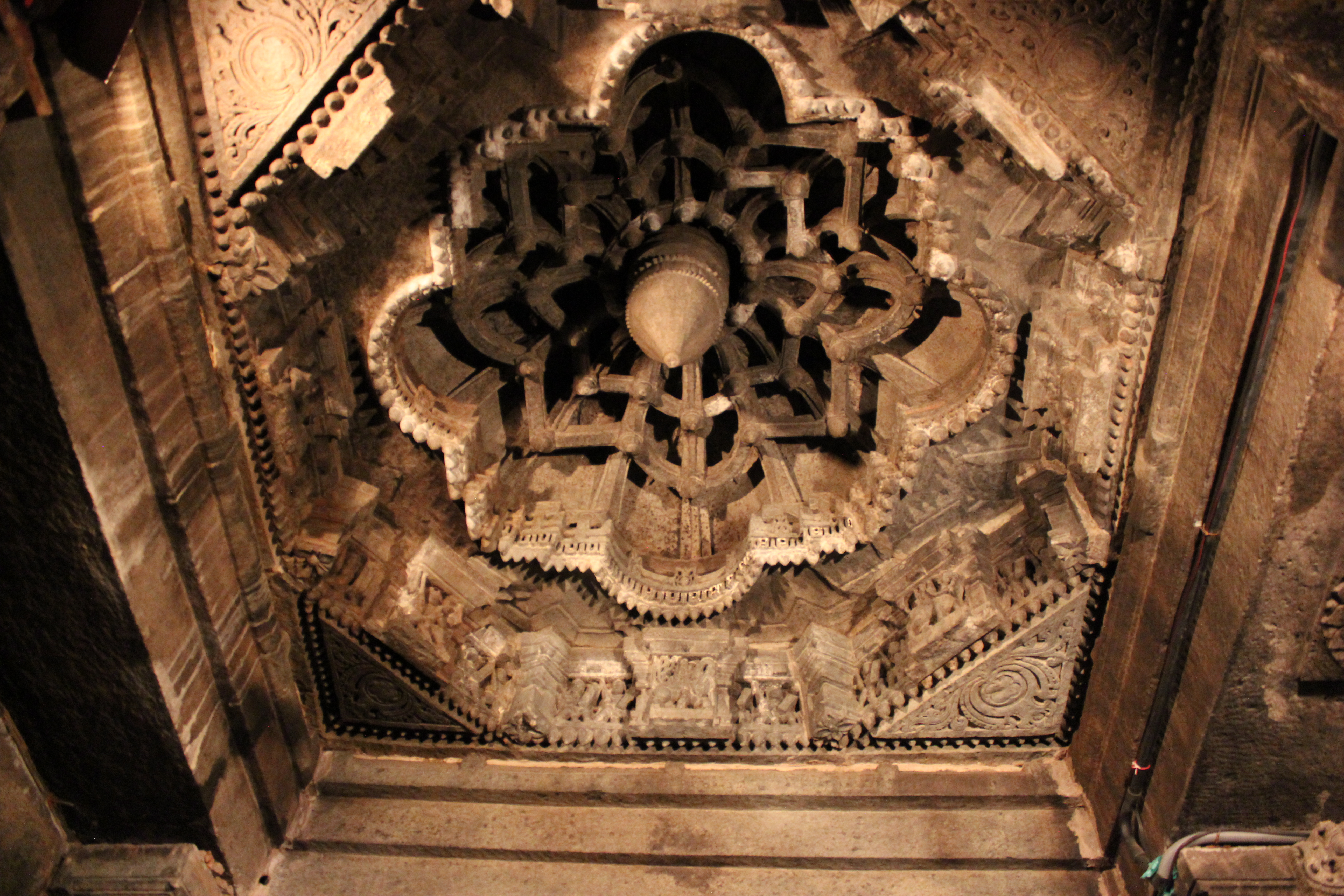
Plafond à fleurs.
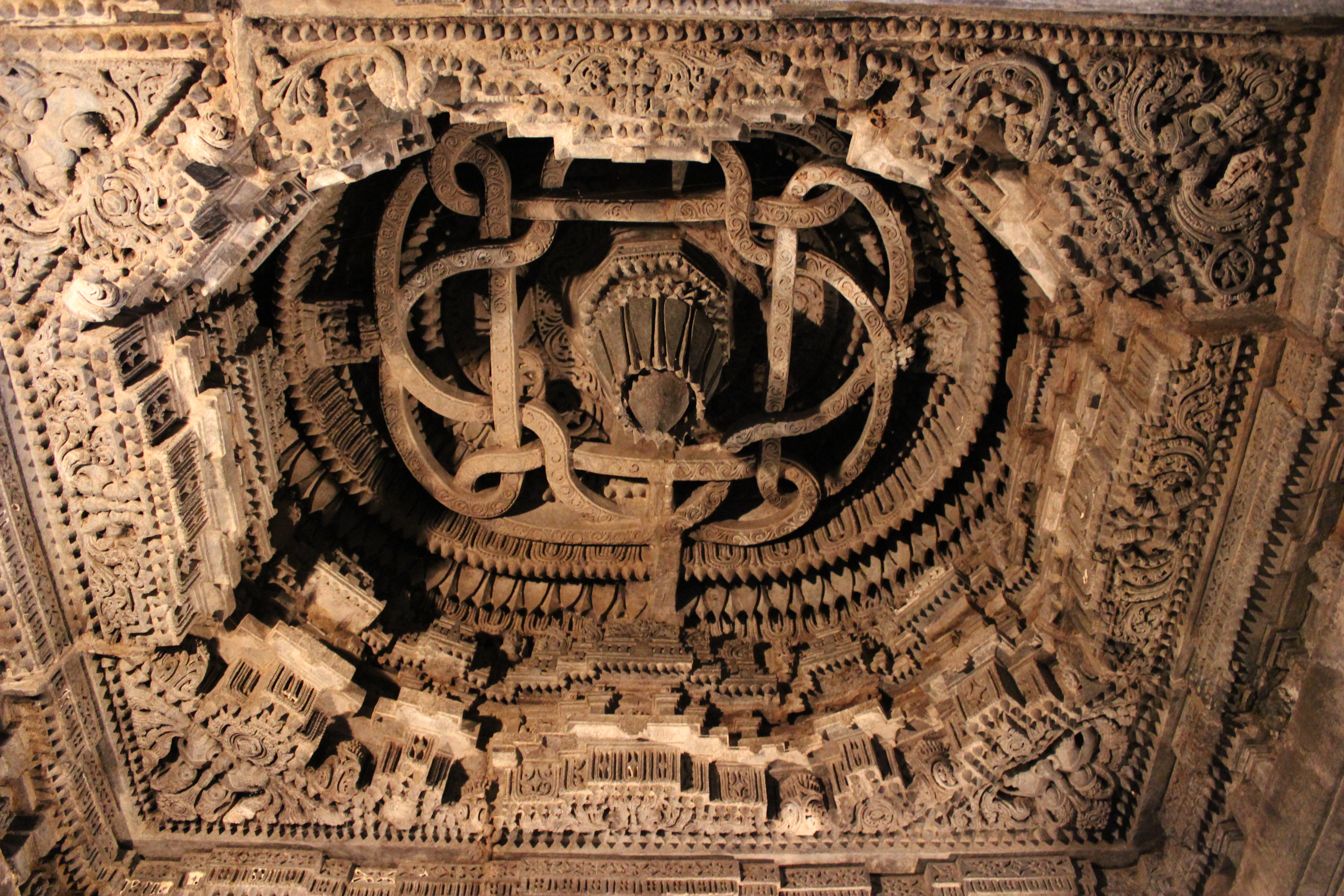
Nœud sans fin.
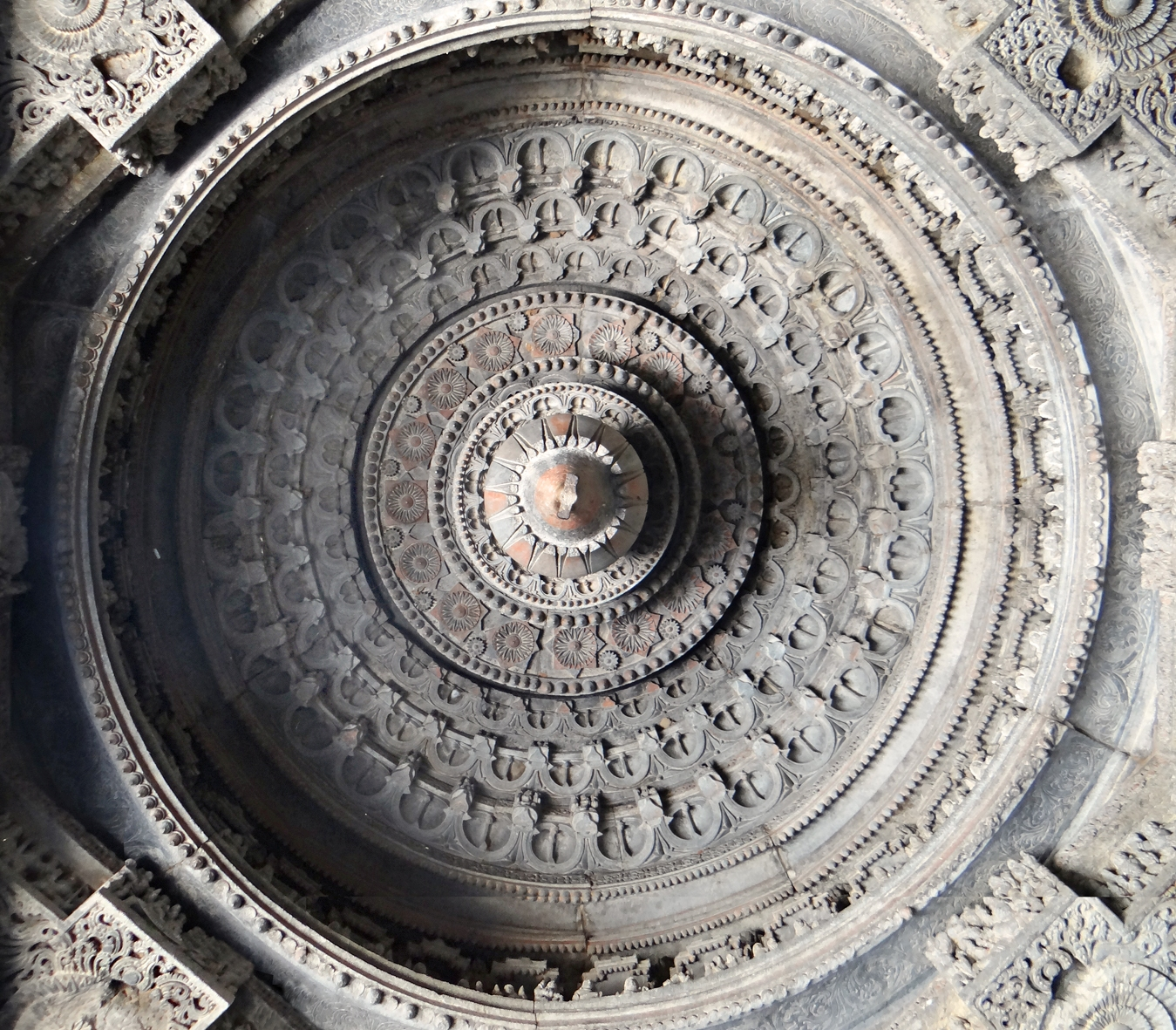
Symboles, scènes de la vie.
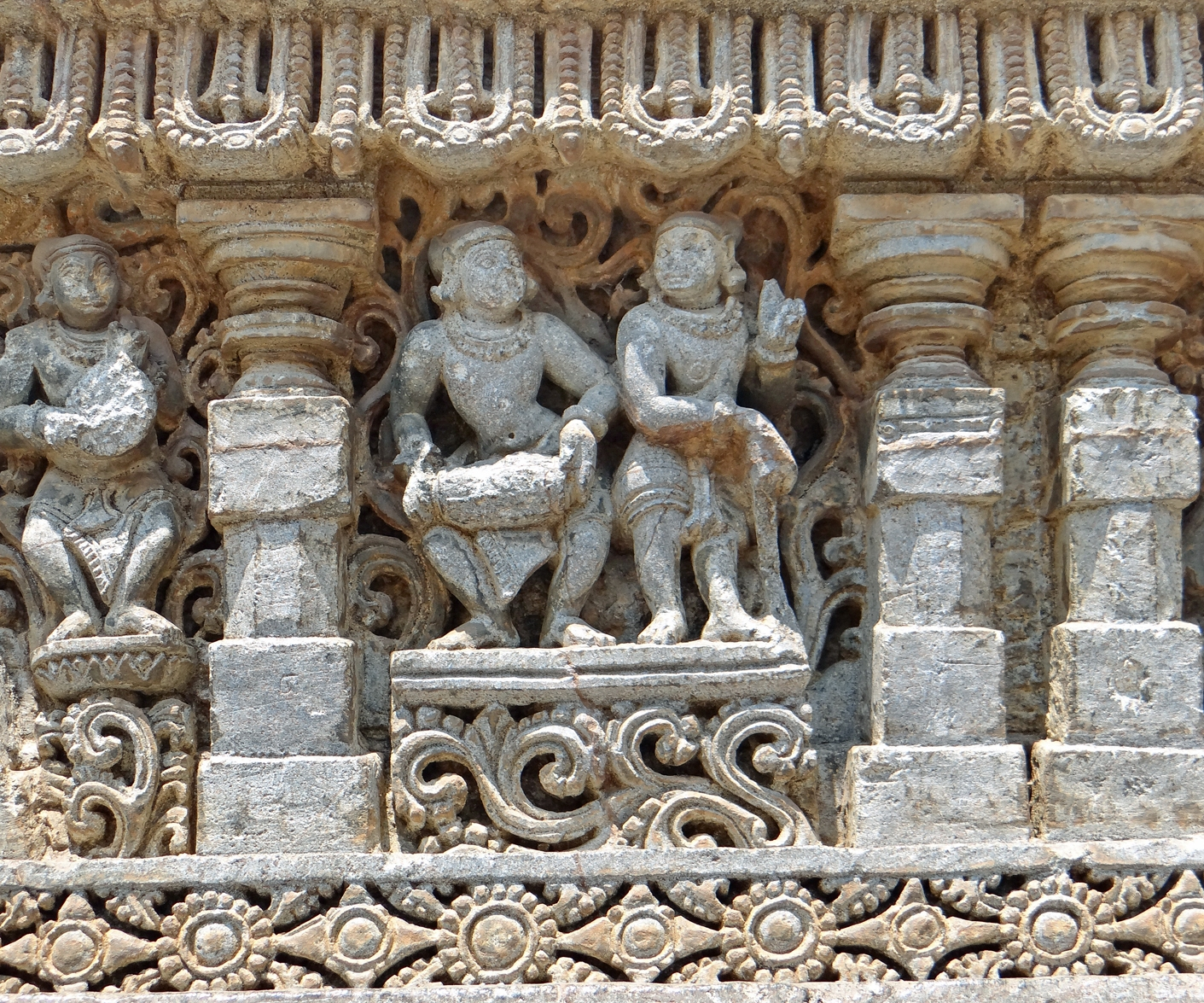
Musique au XIIIe siècle.
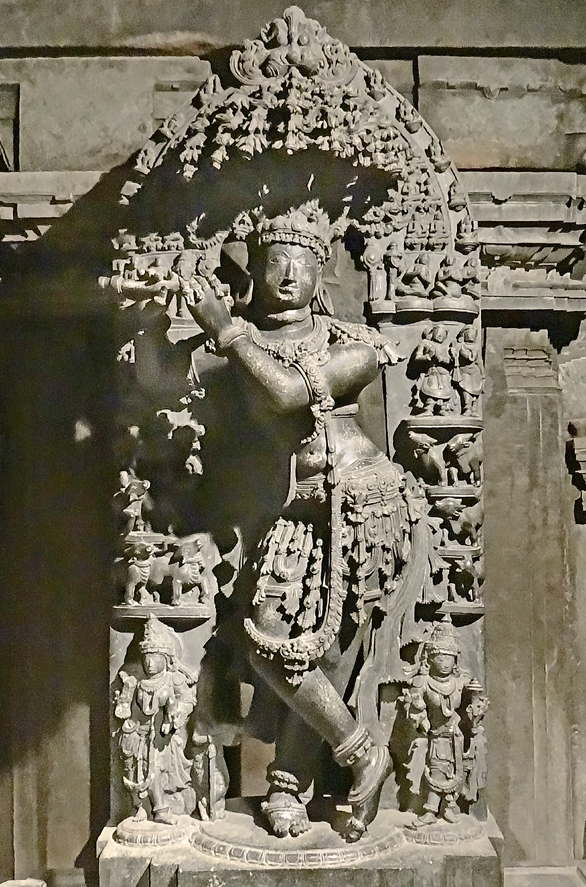
Krishna et son bansourî.